# Liste der technischen Denkmale im Landkreis Zwickau
Die Liste der technischen Denkmale im Landkreis Zwickau enthält die Technischen Denkmale im Landkreis Zwickau.
Diese Liste ist eine Teilliste der Liste der Kulturdenkmale in Sachsen.

## Legende
- Bild: Bild des Kulturdenkmals, ggf. zusätzlich mit einem Link zu weiteren Fotos des Kulturdenkmals im Medienarchiv Wikimedia Commons. Wenn man auf das Kamerasymbol klickt, können Fotos zu Kulturdenkmalen aus dieser Liste hochgeladen werden:
- Bezeichnung: Denkmalgeschützte Objekte und ggf. Bauwerksname des Kulturdenkmals
- Lage: Straßenname und Hausnummer oder Flurstücknummer des Kulturdenkmals. Die Grundsortierung der Liste erfolgt nach dieser Adresse. Der Link (Karte) führt zu verschiedenen Kartendiensten mit der Position des Kulturdenkmals. Fehlt dieser Link, wurden die Koordinaten noch nicht eingetragen. Sind diese bekannt, können sie über ein Tool mit einer Kartenansicht einfach nachgetragen werden. In dieser Kartenansicht sind Kulturdenkmale ohne Koordinaten mit einem roten bzw. orangen Marker dargestellt und können durch Verschieben auf die richtige Position in der Karte mit Koordinaten versehen werden. Kulturdenkmale ohne Bild sind an einem blauen bzw. roten Marker erkennbar.
- Datierung: Baubeginn, Fertigstellung, Datum der Erstnennung oder grobe zeitliche Einordnung entsprechend des Eintrags in der sächsischen Denkmaldatenbank
- Beschreibung: Kurzcharakteristik des Kulturdenkmals entsprechend des Eintrags in der sächsischen Denkmaldatenbank, ggf. ergänzt durch die dort nur selten veröffentlichten Erfassungstexte oder zusätzliche Informationen
- ID: Vom Landesamt für Denkmalpflege Sachsen vergebene, das Kulturdenkmal eindeutig identifizierende Objekt-Nummer. Der Link führt zum PDF-Denkmaldokument des Landesamtes für Denkmalpflege Sachsen. Bei ehemaligen Kulturdenkmalen können die Objektnummern unbekannt sein und deshalb fehlen bzw. die Links von aus der Datenbank entfernten Objektnummern ins Leere führen. Ein ggf. vorhandenes Icon  führt zu den Angaben des Kulturdenkmals bei Wikidata.

## Bernsdorf
| Bild                                    | Bezeichnung | Lage              | Datierung                                                   | Beschreibung | ID       |
| --------------------------------------- | --- | ----------------- | ----------------------------------------------------------- | --- | -------- |
| Weitere Bilder                          | Fabrikgebäude und Toreinfahrt mit zwei Plastiken | Bernsdorf (Karte) | um 1930 (Fabrikgebäude); um 1930 (Bildwerk)                 | baugeschichtlich, künstlerisch und ortsgeschichtlich von Bedeutung, ehemalige Strumpffabrik, Klinkerbau im Stil der klassischen Moderne, von überregionaler Bedeutung                                                                                       | 09235964 |
| Direkt Bild zu diesem Denkmal hochladen | Textilfabrik Grobe | Bernsdorf (Karte) | nach 1850, überformt und erweitert 1920er Jahre (Fabrik)    | Textilfabrikanlage mit Verwaltungsgebäude, Fabrikgebäude und ehemaliger Reithalle sowie Einfriedungsmauer zum Fabrikhof; im Kern Gründerzeitgebäude, prägend überformt im Reformstil der Zeit um 1910, baugeschichtlich und ortsgeschichtlich von Bedeutung | 09235944 |
| Direkt Bild zu diesem Denkmal hochladen | Wegestein | Hermsdorf (Karte) | 19. Jahrhundert (Wegestein)                                 | verkehrsgeschichtlich von Bedeutung | 09303159 |
| Direkt Bild zu diesem Denkmal hochladen | Ehemalige Spinnerei, Gebäudekomplex bestehend aus Fabrikationsgebäude und kleinem Fachwerkgebäude (ehem. Mühle) sowie Stützmauer zur Straße und Bergkeller | Hermsdorf (Karte) | Anfang 19. Jahrhundert (Mühle); 19. Jahrhundert (Spinnerei) | baugeschichtlich, ortsgeschichtlich, technik- und industriegeschichtlich von Bedeutung, ein hervorragendes Beispiel für einen frühen Industriebau mit schönem Portal und Segmentbogentor                                                                    | 09235854 |
| Direkt Bild zu diesem Denkmal hochladen | Ehem. Müllerwohnhaus, gehört zur benachbarten Mühle (Nr. 35, kein Denkmal)                                                                                 | Rüsdorf (Karte)   | 2. Hälfte 18. Jahrhundert (Müllerwohnhaus)                  | ortsgeschichtlich von Bedeutung | 09235686 |

## Callenberg
| Bild                                    | Bezeichnung                                                      | Lage                    | Datierung           | Beschreibung | ID       |
| --------------------------------------- | ---------------------------------------------------------------- | ----------------------- | ------------------- | --- | -------- |
| Weitere Bilder                          | Kummerow-Mühle; Obere Mühle Falken                               | Falken (Karte)          |                     | Ehemalige Mühle mit Wohnstallhaus und Seitengebäude; baugeschichtlich und technikgeschichtlich von Bedeutung, Wohnhaus mit Fachwerk-Obergeschoss und Sitznischenportal des Renaissance-Zeit                                                                        | 09236112 |
| Direkt Bild zu diesem Denkmal hochladen | Wegestein                                                        | Langenchursdorf (Karte) | 1855 (Wegestein)    | verkehrsgeschichtlich von Bedeutung | 09236049 |
| Direkt Bild zu diesem Denkmal hochladen | Zwei Seitengebäude des Sägewerkes, eventuell ehemalige Sägemühle | Langenchursdorf (Karte) | um 1800 (Sägemühle) | baugeschichtlich von Bedeutung, mit Fachwerk-Obergeschoss | 09236094 |
| Weitere Bilder                          | Habermann-Mühle                                                  | Langenchursdorf (Karte) | vor 1800 (Mühle)    | Ehemaliges Mühlengebäude mit technischer Ausstattung und Wohnhaus; baugeschichtlich und technikgeschichtlich von Bedeutung, Wohnhaus mit Fachwerk-Obergeschoss, Mühlengebäude der Getreidemühle mit hoher turmartiger Überhöhung, originale Mühlentechnik erhalten | 09236072 |

## Crimmitschau, Stadt
| Bild                                    | Bezeichnung                                                                           | Lage                  | Datierung                                                                                      | Beschreibung | ID       |
| --------------------------------------- | ------------------------------------------------------------------------------------- | --------------------- | ---------------------------------------------------------------------------------------------- | --- | -------- |
| Direkt Bild zu diesem Denkmal hochladen | Trafo-Turm; Deutsches Landwirtschaftsmuseum Schloss Blankenhain (Sachgesamtheit)      | Blankenhain (Karte)   | um 1920/1930 (Transformatorenstation)                                                          | Einzeldenkmal der Sachgesamtheit Deutsches Landwirtschaftsmuseum Schloss Blankenhain: Transformatorenhäuschen (siehe auch Sachgesamtheitsdokument Obj. 09301045); technikgeschichtlich von Bedeutung, Museumsbestandteil (auf dem Gelände des ehemaligen Rittergutes; ursprüngl. Standort Callenberg, OT Meinsdorf, Langenberger Straße, gegenüber Nr. 11) | 09240268 |
| Direkt Bild zu diesem Denkmal hochladen | Dorfschmiede; Deutsches Landwirtschaftsmuseum Schloss Blankenhain (Sachgesamtheit)    | Blankenhain (Karte)   | um 1750 (Wohnhaus); um 1800 (Schmiede)                                                         | Einzeldenkmal der Sachgesamtheit Deutsches Landwirtschaftsmuseum Schloss Blankenhain: Wohnhaus und Seitengebäude mit Werkstatt der Dorfschmiede (siehe auch Sachgesamtheitsdokument Obj. 09301045); ortsgeschichtlich und baugeschichtlich von Bedeutung, ein Fachwerkbau | 09242782 |
| Weitere Bilder                          | Bahnhof Crimmitschau                                                                  | Crimmitschau (Karte)  | 1873 (Empfangsgebäude)                                                                         | Empfangsgebäude Bahnhof Crimmitschau und Bahnsteigüberdachung; ortsgeschichtlich, technikgeschichtlich und baugeschichtlich von Bedeutung, das Empfangsgebäude ein Gründerzeitbau im Rundbogenstil | 09240310 |
|                                         | Tuchfabrik Spengler & Fürst                                                           | Crimmitschau (Karte)  | bezeichnet 1934 (im Hof); 19. Jahrhundert, Umbau bezeichnet 1937 (Verwaltungsgebäude)          | Tuchfabrik (mit Verwaltungsbau an der Carthäuser Straße und einem Industriegebäude an der Werdauer Straße); ortsgeschichtlich, baugeschichtlich, technikgeschichtlich und regionalgeschichtlich von Bedeutung, der Industriebau an der Werdauer Straße im Stil der Moderne (neusachliche Fassade mit Klinkerelementen) | 09240457 |
| Direkt Bild zu diesem Denkmal hochladen | Schlachthof (ehem.)                                                                   | Crimmitschau (Karte)  | 1899 (Schlachthof); 1899 (Nebenanlage)                                                         | Schlachthof, Gebäudekomplex bestehend aus Wohnhäusern, Verwaltungsgebäude, Fabrikgebäuden und Einfriedung sowie NH3-Kolbenverdichter; wirtschaftsgeschichtlich, technikhistorisch, ortsgeschichtlich und baugeschichtlich von Bedeutung, ortsbildprägende Bauten der Gründerzeit in Klinkerbauweise, darunter ein markanter Turm | 09240363 |
| Direkt Bild zu diesem Denkmal hochladen | Spinnerei und Weberei Gebrüder Pfau (ehem.); Volltuchwerke Crimmitschau; Textilmuseum | Crimmitschau (Karte)  | ab 1859 (Weberei); 1912 (Spinnerei); 1911 (Verwaltungsgebäude); 1885 (Kesselund Maschinenhaus) | Textilfabrik (heute Museum) mit Verwaltungsgebäude, Kesselhaus, Spinnereigebäude, Färbereigebäude, Wolllager und Maschinenausstattung; bedeutender Industriebau im Reformstil der Zeit um 1910, ortsgeschichtlich, baugeschichtlich und technikgeschichtlich von Bedeutung | 09240531 |
|                                         | Dampfmaschine (liegende Einzylinder-Ventil-Dampfmaschine)                             | Crimmitschau (Karte)  | 1907 (Dampfmaschine)                                                                           | technikgeschichtlich von Bedeutung | 09242841 |
| Direkt Bild zu diesem Denkmal hochladen | Wasserhochbehälter                                                                    | Crimmitschau (Karte)  | um 1920 (Wasserhochbehälter)                                                                   | technikgeschichtlich und künstlerischarchitektonisch von Bedeutung, aufwändig gestalteter Zweckbau | 09240560 |
| Direkt Bild zu diesem Denkmal hochladen | Straßenfurt                                                                           | Crimmitschau (Karte)  | zwischen 1884 und 1886 gepflastert, im Kern älter (Furt)                                       | ortsgeschichtlich von Bedeutung | 09240561 |
|                                         | Rittergut Frankenhausen; Ehem. Kloster Frankenhausen (Sachgesamtheit)                 | Frankenhausen (Karte) | ab 1290 (Kloster); ab 1543 (Rittergut)                                                         | Einzeldenkmale der Sachgesamtheit ehemaliges Kloster Frankenhausen: Rittergut mit ehemaligem Priorhaus, Nonnenwohnhaus (Konventhaus) und Klosterschule, ehemaliger Mühle mit Zwischengebäude zur ehemaligen Klosterschule, separat stehendes Seitengebäude der Mühle, Mauerreste eines ehemaligen Verbindungsbaus zwischen Priorhaus und Nonnenwohnhaus sowie das Kellergewölbe und Teile des aufgehenden Erdgeschossmauerwerkes des ehemaligen Gutsschlosses (siehe auch Sachgesamtheitsdokument Obj. 09301394); baugeschichtlich, regionalgeschichtlich, technikgeschichtlich, wirtschaftsgeschichtlich, ortsbildprägend und künstlerischarchitektonisch von Bedeutung, ursprünglich als Zisterzienser-Nonnen-Kloster errichtet, später Rittergut mit Herrenhaus, von barocken Umund Neubauten geprägte spätmittelalterliche Anlage, gehört zum ehemaligen Kloster Frankenhausen | 09240513 |

## Crinitzberg
| Bild                                    | Bezeichnung   | Lage               | Datierung                   | Beschreibung | ID       |
| --------------------------------------- | ------------- | ------------------ | --------------------------- | --- | -------- |
| Direkt Bild zu diesem Denkmal hochladen | Wegestein     | Bärenwalde (Karte) | 19. Jahrhundert (Wegestein) | verkehrsgeschichtlich von Bedeutung, in Obeliskform aus Sandstein, mit Richtungspfeilen nach Kirchberg/Auerbach und Schneeberg                                            | 08962874 |
| Direkt Bild zu diesem Denkmal hochladen | Güterschuppen | Bärenwalde (Karte) | um 1910 (Güterbahnhof)      | Fachwerk-Gebäude auf dem Gelände der Rödelbachbahn, als Bestandteil der Eisenbahnanlage der ersten sächsischen Schmalspurbahn von wichtiger ortsgeschichtlicher Bedeutung | 08962863 |

## Dennheritz
| Bild | Bezeichnung     | Lage                     | Datierung                                              | Beschreibung | ID       |
| ---- | --------------- | ------------------------ | ------------------------------------------------------ | --- | -------- |
|      | Engelmann-Mühle | Niederschindmaas (Karte) | 1897 (Mühle); 1913–1914 (Villa); um 1890 (Pferdestall) | Mühlenkomplex mit Mühlengebäude (zum Teil abgebrochen), Villa und Stallgebäude; ortsgeschichtlich, technikgeschichtlich und baugeschichtlich von Bedeutung, Villa im Reformstil der Zeit um 1910 mit neoklassizistischen Motiven, Stallgebäude mit markanten Giebeln in Anlehnung an den Schweizerhaus-Stil | 09241144 |

## Fraureuth
| Bild                                    | Bezeichnung                                                                      | Lage                | Datierung                                             | Beschreibung | ID       |
| --------------------------------------- | -------------------------------------------------------------------------------- | ------------------- | ----------------------------------------------------- | --- | -------- |
|                                         | Porzellanmanufaktur Römer & Foedisch (ehem.); Porzellanfabrik Fraureuth (später) | Fraureuth (Karte)   | 2. Hälfte 19. Jahrhundert (Porzellanfabrik)           | Ehemalige Fabrik, ursprünglich Porzellanfabrik, heute Wohn- und Lagerhaus; Teil einer regionalhistorisch bedeutsamen Fabrikanlage, ortsbildprägend durch platzbestimmende Anordnung und Bauweise | 09243640 |
|                                         | MASSI; VEB Maßindustrie Werdau (ehem.); Metallwaren und Maßfabrik Werdau (ehem.) | Fraureuth (Karte)   | 1969–1972 (Feinmechanischoptische Industrie)          | Zwei Produktionsgebäude (Rundbauten); im Stil der Moderne, baukonstruktiv bedeutsame Gebäude, als einmaliges Zeugnis einer ungewöhnlichen Entwicklung im DDR-Industriebau um 1970 sowie der Industriegeschichte des Messbzw. Steuerungsapparatebaus von überregionaler baugeschichtlicher und industriegeschichtlicher Bedeutung, zudem landschaftsbildprägend | 09243653 |
| Direkt Bild zu diesem Denkmal hochladen | Kath. Liebfrauen-Kapelle                                                         | Fraureuth (Karte)   | 1931 (Kapelle)                                        | Kath. Kapelle; baugeschichtlich und ortsgeschichtlich von Bedeutung, schlichter Bau mit bogenförmigem Zollingerdach und Dachreiter | 09303559 |
|                                         | Schrotmühle Wappler (ehem.); Mittelmühle                                         | Gospersgrün (Karte) | 1679 erwähnt (Mühle)                                  | Wassermühle, mit Wohnhaus und angebautem Mahlgebäude (mit erhaltener technischer Ausstattung) sowie Mühlgraben; baugeschichtlich, ortsgeschichtlich und technikgeschichtlich von Bedeutung, Fachwerkbau, bemerkenswerte Mühlentechnik | 09243598 |
| Direkt Bild zu diesem Denkmal hochladen | Möckelmühle                                                                      | Gospersgrün (Karte) | vor 1800 (Mühle); vor 1800 (Wohnhaus); um 1934 (Silo) | Mühle mit Wohnhaus, Mahlgebäude und Silo (mit Teilen der technischen Ausstattung); baugeschichtlich und technikgeschichtlich von Bedeutung, Fachwerkbauten, Wohnhaus im Obergeschoss Balken mit Inschrift und im Erdgeschoss schönes Stichbogenportal | 09243596 |

## Gersdorf
| Bild                                    | Bezeichnung                                             | Lage             | Datierung                                                | Beschreibung | ID       |
| --------------------------------------- | ------------------------------------------------------- | ---------------- | -------------------------------------------------------- | --- | -------- |
| Direkt Bild zu diesem Denkmal hochladen | Hessen-Mühle                                            | Gersdorf (Karte) | Ende 19. Jahrhundert (Mühle); bezeichnet 1904 (Wohnhaus) | Mühle, Gebäudekomplex mit Wohnhaus, drei Nebengebäuden und Bergkeller; ortsgeschichtlich und ortsbildprägend von Bedeutung, historistisch, markante Lage gegenüber dem Rathaus | 09235746 |
| Weitere Bilder                          | Plutoschacht (Sachgesamtheit)                           | (Karte)          | 1871/72 (Bergbauanlage)                                  | Sachgesamtheit Plutoschacht: Bergbaugebiet Gersdorf mit Förderturm, Maschinenhaus, Kaue und Verwaltungsgebäude des Plutoschachtes (alles Sachgesamtheitsteile, keine Einzeldenkmale); ortsgeschichtlich und technikgeschichtlich von Bedeutung, in Ziegeln errichtete schlichte Gebäude, mit selten erhaltenem Typ eines Malakoff-Förderturmes, Teil des Lugau-Oelsnitzer Steinkohlenreviers (Lugau, Oelsnitz, Niederwürschnitz, Hohndorf und Gersdorf) | 09235740 |
| Direkt Bild zu diesem Denkmal hochladen | Strumpffabrik Louis Bahner (ehem.); ELBEO-Werke (ehem.) | (Karte)          | 1926–1927 (Strumpffabrik)                                | Fabrik; zwei im rechten Winkel aneinander gebaute Fabrikgebäude der Strumpffabrik, moderne Klinkerfassade, Reste einer für die Wirtschafts- und Sozialgeschichte Gersdorfs bedeutsamen Fabrikanlage | 09235735 |

## Glauchau, Stadt
| Bild                                    | Bezeichnung | Lage                   | Datierung | Beschreibung | ID       |
| --------------------------------------- | --- | ---------------------- | --- | --- | -------- |
| Weitere Bilder                          | Königlich-Sächsische Meilensteine (Sachgesamtheit) | Gesau (Karte)          | 19. Jahrhundert (Meilenstein)                                                                                  | Meilenstein; verkehrsgeschichtlich von Bedeutung | 09241577 |
| Weitere Bilder                          | Bismarckturm; Löwenbrunnen | Glauchau (Karte)       | 1908–1910 (Bismarckturm); 1924 (Kriegerdenkmal im Turm)                                                        | Aussichtsturm mit Kriegerdenkmal für Gefallene des Ersten Weltkrieges im Turminnern und Brunnenanlage sowie umgebendes Freigelände; baugeschichtlich, ortsgeschichtlich und landschaftsgestaltend von Bedeutung, erbaut zum Andenken des Reichskanzlers Bismarck, der höchste aller erhaltenen Bismarcktürme, ursprünglich Wasser- und Aussichtsturm, dann auch Ehrenmal für Gefallene des 1. Weltkrieges und Jugendherberge, ein Wahrzeichen Glauchaus | 09241322 |
|                                         | Genesungsheim König-Georg-Stift | Glauchau (Karte)       | 1905 (Pflegeheim)                                                                                              | Genesungsheim und Wasserturm auf dem Grundstück; baugeschichtlich und technikgeschichtlich von Bedeutung, historistisches Heimgebäude mit Fachwerk-Elementen | 09241238 |
|                                         | Scheermühle | Glauchau (Karte)       | um 1820 (Mühle); um 1900 (Mühle)                                                                               | Mühle mit vollständig erhaltener technischer Ausstattung; singuläre Anlage auf Grund der Authentizität und Komplexität der technischen Ausstattung | 09248098 |
|                                         | Wartehäuschen | Glauchau (Karte)       | 1926 (Wartehäuschen)                                                                                           | baugeschichtlich von Bedeutung, im Reformstil der Zeit nach 1910 | 09241481 |
| Direkt Bild zu diesem Denkmal hochladen | Kammgarnspinnerei Glauchau | Glauchau (Karte)       | 1897 (Kammgarnspinnerei)                                                                                       | Fabrikgebäude mit Einfriedung und Pförtnerhaus; baugeschichtlich, technikgeschichtlich und ortsgeschichtlich von Bedeutung, Fabrikgebäude Klinkerfassade, Pförtnerhaus mit Fachwerk-Elementen, ehemalige Textilfabrik | 09241248 |
| Direkt Bild zu diesem Denkmal hochladen | Maschinenfabrik und Eisengießerei F. B. Rucks & Sohn; VEB Pressenbau | Glauchau (Karte)       | 1922–1924 (Wohn- und Bürogebäude); 1911 (Fabrikgebäude)                                                        | Fabrikanlage mit Wohn- und Verwaltungsgebäude sowie Fabrikationsgebäude; baugeschichtlich, technikgeschichtlich und ortsgeschichtlich von Bedeutung, heute Rucks Maschinenbau (gegr. 1843) | 09241252 |
|                                         | Ersatz-Kaserne oder Richterkaserne (ehem.) | Glauchau (Karte)       | um 1925 (Wohnhaus)                                                                                             | Wohnhaus, ehemaliges Fabrikund Verwaltungsgebäude, später Mannschaftshaus einer Kaserne; ortsgeschichtlich von Bedeutung, Kaserne benannt nach dem Infanterie-Ersatz-Bataillon Glauchau, vorher Mechanische Weberei und Wirkwaren Martin Richter | 09241290 |
|                                         | VEB Textilwerke Palla; Mechanische Weberei Ernst Seifert; Mechanische Weberei Boeßneck & Meyer | Glauchau (Karte)       | 1927–1928 (Textilindustrie)                                                                                    | Verwaltungsgebäude (Anschrift: Otto-Schimmel-Straße 8a), Fabrikund Verwaltungsgebäude (Anschrift auch: Scherbergplatz 1 und Erich-Fraaß-Straße 24) sowie ehemaliges Beamtenwohnhaus (Anschrift: Otto-Schimmel-Straße 8) einer Textilfabrik; technikhistorisch, orts- und baugeschichtlich von hoher Bedeutung, im Reformstil der Zeit um 1910, neoklassizistische und neobarocke Stileinflüsse, Bauteil am Scherbergplatz Geschäftshaus der Firma Ernst Seifert, Bauteil an der Otto-Schimmel-Straße ehemals Firma Bössneck & Meyer | 09241442 |
| Direkt Bild zu diesem Denkmal hochladen | Überlandwerk (ehem.); Landratsamt, Haus I | Glauchau (Karte)       | 1936 (Überlandwerk)                                                                                            | Ehemaliges Überlandwerk (Elektrizitätswerk), heute Landratsamt, mit Vorplatz und Freiplastik; baugeschichtlich, kunstgeschichtlich und ortsgeschichtlich von Bedeutung, im traditionalistischen Stil der 1920er/1930er Jahre, Architekt: Hugo Koch, Nerchau und Leipzig (siehe auch Erweiterungsbau, Heinrich-Heine-Straße 11) | 09241335 |
|                                         | Eisenbahnbrücke über Güterbahnhofstraße und Zwickauer Mulde | Glauchau (Karte)       | 1. Hälfte 20. Jahrhundert (Eisenbahnbrücke)                                                                    | baugeschichtlich von Bedeutung | 09241332 |
| Direkt Bild zu diesem Denkmal hochladen | Elektrizitätswerk (ehem.) | Glauchau               | um 1935 (Nebengebäude)                                                                                         | Nebengebäude des Überlandwerkes (Elektrizitätswerk); ortsgeschichtlich von Bedeutung, im Stil des benachbarten Überlandwerkes (ehemals Hauptsitz des Elektrizitätswerkes), siehe auch Gerhart-Hauptmann-Weg 1 | 09242245 |
| Direkt Bild zu diesem Denkmal hochladen | Schlachthof | Glauchau (Karte)       | 1895/1896 (Schlachthof)                                                                                        | Schlachthof mit Verwaltungsgebäude, Restaurationsgebäude, Kühlund Schlachthallen sowie Stallgebäude, Remise, Pferdestall und Sanitätsschlachtstelle; ortsgeschichtlich, sozialgeschichtlich, städtebaulich, baugeschichtlich und wirtschaftsgeschichtlich von Bedeutung, Klinkerbauten der Gründerzeit | 09241246 |
| Direkt Bild zu diesem Denkmal hochladen | Spinnerei und Zwirnerei Sachsenring | Glauchau (Karte)       | 1866, spätere Erweiterungen (Spinnerei)                                                                        | Fabrikbau; technikgeschichtlich und baugeschichtlich von Bedeutung, Spinnerei und Zwirnerei Sachsenring, gelber historistischer Klinkerbau mit Turm | 09241373 |
|                                         | Wohn- und Geschäftshaus (mit zwei Hausnummern) in geschlossener Bebauung | Glauchau (Karte)       | um 1870 (Wohn- und Geschäftshaus)                                                                              | orts- und baugeschichtlich von Bedeutung, Druckereigebäude, im Stil des Historismus, repräsentativ gestaltetes Erdgeschoss | 09241374 |
| Weitere Bilder                          | Postamt | Glauchau (Karte)       | 1892–1893 (Post)                                                                                               | Postgebäude, Umfassungsmauer des Grundstücks und Aussichtstürmchen am Postberg; städtebaulich, orts- und baugeschichtlich von Bedeutung, repräsentatives Bauwerk mit Eckturm, im Stil des Späthistorismus, ortsbildprägende Lage am Schillerpark | 09241377 |
| Weitere Bilder                          | Königlich-Sächsische Meilensteine (Sachgesamtheit) | Glauchau (Karte)       | nach 1858 (Meilenstein)                                                                                        | Meilenstein; verkehrsgeschichtlich von Bedeutung | 09241386 |
| Weitere Bilder                          | Muldentalbahn (Sachgesamtheit); Eisenbahnviadukte; Eisenbahnstrecke Glauchau – Chemnitz | Glauchau (Karte)       | um 1900 (Eisenbahnbrücke); um 1920 (Eisenbahnbrücke)                                                           | Einzeldenkmale in der o. g. Sachgesamtheit: zwei Eisenbahnviadukte über Lungwitzbach und Lungwitztalstraße; (siehe Sachgesamtheitsliste -Obj. 09306181), unmittelbar nebeneinanderliegend, die Strecken Glauchau -Chemnitz und Glauchau -Rochlitz (Muldentalbahn) betreffend, landschaftsprägend durch exponierte unverbaute Lage, verkehrsgeschichtlich von Bedeutung | 09241321 |
| Direkt Bild zu diesem Denkmal hochladen | Fabrik- und Appreturgebäude | Glauchau (Karte)       | um 1870 (Wohnhaus)                                                                                             | orts- und baugeschichtlich von Bedeutung, spätklassizistisches Gebäude mit Mittelrisalit und zarter Fassadengliederung | 09241400 |
| Direkt Bild zu diesem Denkmal hochladen | Wohnhaus | Glauchau (Karte)       | 1710 Dendro (Wohnhaus)                                                                                         | barockes Gebäude mit Mansarddach, Teil der Schlossmühle, orts- und baugeschichtlich von Bedeutung | 09241428 |
| Weitere Bilder                          | Wasserturm | Glauchau (Karte)       | 1928–1930 (Wasserturm)                                                                                         | Wasserturm; technikgeschichtlich von Bedeutung, Turm des Hochbehälters, Betriebswasserwerk Glauchau | 09241437 |
| Direkt Bild zu diesem Denkmal hochladen | Muldentalbahn (Sachgesamtheit) | Glauchau (Karte)       | 1873–1877 (gesamte Strecke)                                                                                    | Sachgesamtheit Muldentalbahn von Glauchau bis Großbothen, mit Bahnanlagen, darunter Gleisund Signalanlagen, Bahnstationen und Brücken. Muldentalbahn im Kreis Zwickau die Gemeinden Glauchau, Remse, Waldenburg, Limbach-Oberfrohna, im Kreis Mittelsachsen die Gemeinden Penig, Lunzenau, Wechselburg, Seelitz, Rochlitz, Zettlitz, im Kreis Leipzig Colditz, siehe Einzeldenkmallisten und Verzeichnis der Sachgesamtheitsbestandteile, wirtschaftsgeschichtlich, eisenbahngeschichtlich sowie regionalgeschichtlich von Bedeutung | 09306181 |
| Direkt Bild zu diesem Denkmal hochladen | Muldentalbahn (Sachgesamtheit) | Glauchau               | 1875 (Bahnkörper)                                                                                              | Sachgesamtheitsbestandteil der Sachgesamtheit Muldentalbahn, Teilabschnitt Glauchau OT Glauchau mit den Einzeldenkmalen: zwei Eisenbahnviadukte (siehe Einzeldenkmalliste -Obj. 09241321) sowie Bahnhof Glauchau (siehe Einzeldenkmalliste -Obj. 09241469, siehe auch Sachgesamtheitsliste -Obj. 09306181, Glauchau, Rosa-Luxemburg-Straße 3); Sachgesamtheit mit allen Bahnanlagen, darunter Gleisanlagen mit Unterund Oberbau, Streckenkilometrierung, Fernmeldeund Signalanlagen, Bahnstationen einschließlich aller Funktionsbauten, Wärterhäuschen, Brücken und Durchlässen in den Gemeinden Glauchau, Stadt (OT Glauchau, Kleinbernsdorf, Reinholdshain), Limbach-Oberfrohna, Stadt (OT Wolkenburg-Kaufungen), Remse (OT Remse), Waldenburg (OT Niederwinkel, Oberwinkel, Waldenburg), Lunzenau, Stadt (OT Lunzenau, Cossen, Rochsburg), Penig, Stadt (OT Markersdorf, Penig, Amerika, Arnsdorf, Thierbach, Zinnberg), Rochlitz, Stadt (OT Penna, Rochlitz), Seelitz (OT Fischheim, Seelitz, Biesern, Steudten), Colditz (OT Colditz, Lastau, Möseln, Sermuth, Zschetzsch), Grimma, Stadt (OT Großbothen), für die Industrieentwicklung des Muldentals wichtige und landschaftsbildende prägende Normalspurbahn, wirtschaftsgeschichtlich, eisenbahngeschichtlich, landschaftsgestaltend sowie regionalgeschichtlich von Bedeutung | 09306193 |
|                                         | Muldentalbahn (Sachgesamtheit); Bahnhof Glauchau; Eisenbahnstrecke Dresden–Zwickau (Hof) | Glauchau (Karte)       | 1925–1926 (Empfangsgebäude); 1. Hälfte 20. Jahrhundert (Einfriedung)                                           | Einzeldenkmale der o. g. Sachgesamtheit: Bahnhofsempfangsgebäude mit Verwaltungs- und Wohnanbau sowie Einfriedung zu den Gleisen an der Bahnhofstraße (siehe Sachgesamtheitsliste -Obj. 09306181); verkehrsgeschichtlich und ortsgeschichtlich bedeutend als wichtiger Personenbahnhof und wichtige Güterumschlagstation der Eisenstrecke Dresden-Zwickau (Hof) (Sachsenmagistrale) und Ausgangspunkt der nach Norden führenden Eisenbahnstrecke Glauchau-Wurzen, dem Empfangsgebäude kommt aufgrund seiner Gestaltung als singulärer Bautyp (kein Typenbau) im Reformstil (nach 1910) eine baugeschichtliche Bedeutung zu | 09241469 |
| Weitere Bilder                          | Bahnbetriebswerk Glauchau | Glauchau (Karte)       | 1870–1880 (Lager); um 1930 (Lokschuppen); 1920 (Dampflok); 1940 (Dampflok); 1962 (Elektrolokomotive BR 242001) | Bahnbetriebswerk mit Ringlokschuppen und Drehscheibe, zwei Wasserkränen, dem Lagergebäude mit späterem Anbau, einschließlich der in diesem Bahnbetriebswerk beheimateten und nachfolgend genannten Schienenfahrzeuge: Dampflokomotive 583047, Dampflokomotive 501849, Reko-Lokomotive BR 58 3047, Elektrolokomotive 242001, Eisenbahndrehkran EDK 6, Schneefräse RR 3000, Kleindiesellokomotive N4b; bedeutende Sachzeugnisse der Verkehrsgeschichte in Westsachsen, alle mit dem Dampflokbetrieb in Zusammenhang stehenden Vorgänge sind noch nachvollziehbar, technikgeschichtlich von Bedeutung | 09240557 |
| Direkt Bild zu diesem Denkmal hochladen | Schloss Forder- und Hinterglauchau (Sachgesamtheit); Kelleranlagen | Glauchau (Karte)       | mittelalterlich (Kelleranlagen)                                                                                | Einzeldenkmal der Sachgesamtheit Schloss Forderund Hinterglauchau: Kelleranlagen unter der Schlossanlage (siehe auch Sachgesamtheitsliste -Obj. 09301649); baugeschichtlich von Bedeutung, mittelalterliche Kelleranlagen | 09241498 |
| Direkt Bild zu diesem Denkmal hochladen | Färberei Fiernkrantz & Ehret; VEB Textilwerke Palla | Glauchau (Karte)       | 1927 (Färberei)                                                                                                | Fabrikgebäude mit Pförtnerhäuschen; orts- und baugeschichtlich sowie technikgeschichtlich von Bedeutung, ehemalige Färberei, monumentaler Klinkerbau im Reformstil der Zeit nach 1910, neoklassizistische Anklänge, Architekt: Reinhold Ulrich, Glauchau | 09241555 |
| Direkt Bild zu diesem Denkmal hochladen | Muldentalbahn (Sachgesamtheit) | Kleinbernsdorf (Karte) | 1999 (bezeichnet)                                                                                              | Sachgesamtheitsbestandteil der Sachgesamtheit Muldentalbahn, Teilabschnitt Glauchau, OT Kleinbernsdorf mit dem Sachgesamtheitsteil Eisenbahnbrücke (siehe auch Sachgesamtheitsliste -Obj. 09306181); Sachgesamtheit mit allen Bahnanlagen, darunter Gleisanlagen mit Unterund Oberbau, Streckenkilometrierung, Fernmeldeund Signalanlagen, Bahnstationen einschließlich aller Funktionsbauten, Wärterhäuschen, Brücken und Durchlässen in den Gemeinden Glauchau, Stadt (OT Glauchau, Kleinbernsdorf, Reinholdshain), Limbach-Oberfrohna, Stadt (OT Wolkenburg-Kaufungen), Remse (OT Remse), Waldenburg (OT Niederwinkel, Oberwinkel, Waldenburg), Lunzenau, Stadt (OT Lunzenau, Cossen, Rochsburg), Penig, Stadt (OT Markersdorf, Penig, Amerika, Arnsdorf, Thierbach, Zinnberg), Rochlitz, Stadt (OT Penna, Rochlitz), Seelitz (OT Fischheim, Seelitz, Biesern, Steudten), Colditz (OT Colditz, Lastau, Möseln, Sermuth, Zschetzsch), Grimma, Stadt (OT Großbothen), für die Industrieentwicklung des Muldentals wichtige und landschaftsbildende prägende Normalspurbahn, wirtschaftsgeschichtlich, eisenbahngeschichtlich, landschaftsgestaltend sowie regionalgeschichtlich von Bedeutung | 09306166 |
| Weitere Bilder                          | Papiermühle St. Peter Niederlungwitz; Papierfabrik Niederlungwitz | Niederlungwitz (Karte) | bezeichnet 1741, Umbau 1892 (Mühle); 1892 (Stallgebäude); ab 1893 (Mühlentechnik)                              | Papiermühle mit Fabrikationsund Wohngebäude, Wirtschaftsgebäude (Stallgebäude) sowie Arbeitsgebäude (mit Trockenräumen) mit Anbau; baugeschichtlich, ortsgeschichtlich und ortsbildprägend von Bedeutung, Mühlengebäude nach Brand im Stil der Gründerzeit Ende 19. Jahrhundert wieder aufgebaut (barockes Türportal blieb erhalten), technisches Denkmal, historische Papiermühlentechnik des 19./20. Jahrhundert erhalten | 09242189 |
| Weitere Bilder                          | Obermühle St. Peter Niederlungwitz | Niederlungwitz (Karte) | bezeichnet 1739 (Mühle); 1895 (Sägegatter)                                                                     | Mühle (ehemaligen Brotfabrik und Schneidemühle) mit Mahlmühlengebäude mit Anbau (Schneidemühle), Mühlgraben, Resten des Mühlteichs sowie Flusswehr mit aller zugehöriger Technik; vollständig erhaltener Mühlenkomplex mit bedeutenden baulichen und technischen Bestandteilen des 18. und 19. Jahrhunderts von überregionaler technikgeschichtlicher sowie herausragender ortsgeschichtlicher und landschaftsprägender Bedeutung, singulär in Sachsen in seiner besonderen technischen Ausstattung und Komplexität, barockes Gebäude mit Fachwerk-Obergeschoss | 09242192 |
| Weitere Bilder                          | Sachgesamtheitsbestandteil der Sachgesamtheit Muldentalbahn, Teilabschnitt Glauchau, OT Reinholdshain mit dem Sachgesamtheitsteil Eisenbahnbrücke (siehe auch Sachgesamtheitsliste -Obj. 09306181) | Reinholdshain (Karte)  | 1875 (Eisenbahnbrücke)                                                                                         | Sachgesamtheit mit allen Bahnanlagen, darunter Gleisanlagen mit Unterund Oberbau, Streckenkilometrierung, Fernmeldeund Signalanlagen, Bahnstationen einschließlich aller Funktionsbauten, Wärterhäuschen, Brücken und Durchlässen in den Gemeinden Glauchau, Stadt (OT Glauchau, Kleinbernsdorf, Reinholdshain), Limbach-Oberfrohna, Stadt (OT Wolkenburg-Kaufungen), Remse (OT Remse), Waldenburg (OT Niederwinkel, Oberwinkel, Waldenburg), Lunzenau, Stadt (OT Lunzenau, Cossen, Rochsburg), Penig, Stadt (OT Markersdorf, Penig, Amerika, Arnsdorf, Thierbach, Zinnberg), Rochlitz, Stadt (OT Penna, Rochlitz), Seelitz (OT Fischheim, Seelitz, Biesern, Steudten), Colditz (OT Colditz, Lastau, Möseln, Sermuth, Zschetzsch), Grimma, Stadt (OT Großbothen), für die Industrieentwicklung des Muldentals wichtige und landschaftsbildende prägende Normalspurbahn, wirtschaftsgeschichtlich, eisenbahngeschichtlich, landschaftsgestaltend sowie regionalgeschichtlich von Bedeutung | 09306165 |

## Hartenstein, Stadt
| Bild                                    | Bezeichnung                                                                      | Lage                | Datierung                                                       | Beschreibung | ID       |
| --------------------------------------- | -------------------------------------------------------------------------------- | ------------------- | --------------------------------------------------------------- | --- | -------- |
| Direkt Bild zu diesem Denkmal hochladen | Kelleranlage der ehemaligen Stadtbrauerei, heute Keller eines neueren Wohnhauses | Hartenstein (Karte) | lt. mündlicher Überlieferung 1828, evtl. älter (Brauereikeller) | regionalhistorisch bedeutsame Kelleranlage | 09246424 |
| Direkt Bild zu diesem Denkmal hochladen | Transformatorenhäuschen                                                          | Hartenstein (Karte) |                                                                 | baugeschichtlich und technikgeschichtlich von Bedeutung | 09247809 |
| Weitere Bilder                          | Prinzenhöhle                                                                     | Hartenstein (Karte) | vor 1455 (Stollen)                                              | Alter Bergwerksstollen; regionalhistorisch bedeutsam durch den Prinzenraub des sächsischen Prinzen Ernst im Jahr 1455 | 09246549 |
| Weitere Bilder                          | Schacht 371                                                                      | Hartenstein (Karte) | 1956–1959 (Bergbauanlagenteil)                                  | Zechenhaus, Schachthaus mit Fördergerüst, Fußgängerbrücke B zwischen Zechenhaus und Schachthaus, Maschinenhaus sowie alle erhaltene technische Ausstattung in den genannten Gebäuden; Zeugnisse der Bergbaugeschichte von überregionaler Bedeutung                    | 09301390 |
| Weitere Bilder                          | Bahnhof Hartenstein                                                              | Stein (Karte)       | 1940 (Empfangsgebäude)                                          | Bahnhof mit Empfangsgebäude, Bahnsteigüberdachungen und Nebengebäude; komplette, architektonisch qualitätvoll gestaltete Bahnhofsanlage in gutem Originalzustand, im traditionalistischen Stil der 1930er Jahre, ortsgeschichtlich und baugeschichtlich von Bedeutung | 09246210 |
| Direkt Bild zu diesem Denkmal hochladen | Junkermühle (ehem.); Steiner Mühle                                               | Stein (Karte)       | um 1800 (Mühle); um 1900 beide Nebengebäude (Mühle)             | Mühle, dreiflüglige Anlage und Brücke zum Grundstück; ursprünglich zur Burg gehörende Mühle von regionalhistorischer Bedeutung, mit barocker Steinbogenbrücke | 09246211 |
| Direkt Bild zu diesem Denkmal hochladen | Königlich-Sächsische Meilensteine (Sachgesamtheit)                               | Thierfeld (Karte)   | nach 1856 (Meilenstein)                                         | Meilenstein; vermutlich Halbmeilenstein (Beschriftung und Krone nicht erhalten), verkehrsgeschichtlich von Bedeutung | 08955868 |
| Direkt Bild zu diesem Denkmal hochladen | Königlich-Sächsische Meilensteine (Sachgesamtheit)                               | Zschocken (Karte)   | 2. Hälfte 19. Jahrhundert (Halbmeilenstein)                     | Königlich-Sächsischer Halbmeilenstein; verkehrsgeschichtlich von Bedeutung, heute im Bauernhof aufgestellt | 08956979 |

## Hartmannsdorf b. Kirchberg
| Bild                                    | Bezeichnung | Lage                               | Datierung                             | Beschreibung | ID       |
| --------------------------------------- | --- | ---------------------------------- | ------------------------------------- | --- | -------- |
|                                         | Windmühle Giegengrün | Giegengrün (Karte)                 | Ende 19. Jahrhundert (Mühle)          | Turmholländer; einziges Beispiel in Ort und Umgebung, technikgeschichtlich und durch seine quadratischen Grundriss baugeschichtlich von Bedeutung | 08956201 |
| Weitere Bilder                          | Filzteich; Schneeberger Revier (Sachgesamtheit)                                                                                 | Hartmannsdorf b. Kirchberg (Karte) | 1483–1485 (Teich)                     | Einzeldenkmale der Sachgesamtheit Schneeberger Revier: Kunstteich mit Erddamm einschließlich Überlauf; als älteste Talsperre Sachsens bekannt, zweitältester Kunstteich im Erzgebirge und wichtigstes Aufschlagwasserreservoir des Schneeberger Reviers, später Strandbad, landschaftsbildprägendes wasserbauliches Zeugnis des Schneeberger Altbergbaus von großer lokalhistorischer, bergbaugeschichtlicher und technikgeschichtlicher Bedeutung | 08956056 |
| Weitere Bilder                          | Hauptkunstgraben; Schneeberger Revier (Sachgesamtheit)                                                                          | Hartmannsdorf b. Kirchberg         | 1485 (Kunstgraben)                    | Einzeldenkmal der Sachgesamtheit Schneeberger Revier: Kunstgraben; Teilstück des Hauptkunstgrabens, von großer bergbaugeschichtlicher Bedeutung für das Schneeberger Revier | 09306234 |
| Direkt Bild zu diesem Denkmal hochladen | Schneeberger Revier (Sachgesamtheit)                                                                                            | Hartmannsdorf b. Kirchberg (Karte) | 15.–19. Jahrhundert (Bergbauanlage)   | Sachgesamtheitsbestandteil der Sachgesamtheit Schneeberger Revier: Gesamtheit von Zeugnissen des Schneeberg-Neustädteler Bergbaus aus Tage- und Grubengebäuden, Halden, wasserbaulichen Anlagen usw. aus mehreren Jahrhunderten, darunter in der Gemeinde Hartmannsdorf b. Kirchberg folgende Einzeldenkmale: Hauptkunstgraben (siehe Einzeldenkmalliste -Obj. 08956056) und Kunstteich mit Erddamm einschließlich Überlauf des Filzteichs (siehe Einzeldenkmalliste -Obj. 08958581) sowie die Sachgesamtheitsteile: zwei Halden (siehe auch Sachgesamtheitsliste der Gemeinde Schneeberg -Obj. 09301518); inhaltlich und optisch zusammenhängende Entität von landschaftsgestaltender und ortsbildprägender Relevanz, für die Geschichte des Erzbergbaus in Sachsen von herausragender, vielschichtiger und teils auch singulärer Bedeutung | 09306311 |
| Weitere Bilder                          | Sachgesamtheit Königlich-Sächsische Triangulierung („Europäische Gradmessung im Königreich Sachsen“); Station 136 Hirschenstein | Hartmannsdorf b. Kirchberg (Karte) | bezeichnet 1864 (Triangulationssäule) | Triangulationssäule; Station der Königlich-Sächsischen Triangulation, Netz 2. Ordnung, wissenschaftsgeschichtlich und technikgeschichtlich von Bedeutung | 08956205 |
| Direkt Bild zu diesem Denkmal hochladen | Wegestein | Hartmannsdorf b. Kirchberg (Karte) | 19. Jahrhundert (Wegestein)           | verkehrsgeschichtlich von Bedeutung, mit Stundenangaben | 08956198 |
| Weitere Bilder                          | Wegestein mit Inschrift | Hartmannsdorf b. Kirchberg (Karte) | 19. Jahrhundert (Wegestein)           | verkehrshistorische Bedeutung | 08956333 |
| Weitere Bilder                          | Wegestein | Hartmannsdorf b. Kirchberg (Karte) | 19. Jahrhundert (Wegestein)           | verkehrshistorische Bedeutung, mit Inschrift | 08956334 |
| Weitere Bilder                          | Bergbaulandschaft Hoher Forst (Sachgesamtheit); Mundloch Martin-Römer-Stolln                                                    | Hartmannsdorf b. Kirchberg (Karte) | 14. Jahrhundert (Martin-Römer-Stolln) | Einzeldenkmal der o. g. Sachgesamtheit (Teilabschnitt Hartmannsdorf b. Kirchberg): Mundloch des Martin-Römer-Stolln (siehe auch Sachgesamtheitsdokument obj. 09304282); bergbaugeschichtlich von Bedeutung | 09304284 |
| Weitere Bilder                          | Bergbaulandschaft Hoher Forst (Sachgesamtheit)                                                                                  | Hartmannsdorf b. Kirchberg (Karte) | 13./14. Jahrhundert (Bergbauanlage)   | Sachgesamtheit Bergbaulandschaft Hoher Forst: bergbauliche Anlagen -Mundlöcher, Halden, Bingen, Bingenzüge im Gebiet der Gemeinden Hartmannsdorf bei Kirchberg (OT Hartmannsdorf) und Langenweißbach (OT Weißbach), davon gehören zum Teilabschnitt Hartmannsdorf b. Kirchberg, OT Hartmannsdorf: das Einzeldenkmal Mundloch des Martin-Römer-Stolln (siehe Einzeldenkmalliste obj. 09304284) sowie die Sachgesamtheitsteile Reste der Bergbausiedlung Fürstenberg, Halden, Bingen und Bingenzüge; geschlossenes mittelalterliches Bergbaugebiet, Bodenstrukturen und bauliche Anlagen gehören zu den frühesten Sachzeugnissen des westerzgebirgischen Bergbaus und sind daher von bergbaugeschichtlicher Bedeutung (siehe auch Sachgesamtheitsdokument der Gemeinde Langenweißbach, OT Weißbach)                                            | 09304282 |

## Hirschfeld
| Bild                                    | Bezeichnung                                                                                              | Lage                  | Datierung                                                               | Beschreibung | ID       |
| --------------------------------------- | --- | --------------------- | ----------------------------------------------------------------------- | --- | -------- |
| Direkt Bild zu diesem Denkmal hochladen | Straßenbrücke über Irfersgrüner Bach                                                                     | Hirschfeld (Karte)    | 19. Jahrhundert (Straßenbrücke)                                         | kleine Steinbogenbrücke, Bauwerk von verkehrsgeschichtlicher Bedeutung | 09237944 |
| Direkt Bild zu diesem Denkmal hochladen | Lochmühle                                                                                                | Hirschfeld (Karte)    | bezeichnet 1815, Kern älter (Mühle); 19. Jahrhundert (Stallscheune)     | Wohnmühlenhaus mit angebautem Nebengebäude, Stallscheune, Kelleranlage und Mühlgraben; geschlossenes authentisches Ensemble von hoher orts- und technikgeschichtlicher Bedeutung                                                                                     | 09237942 |
| Direkt Bild zu diesem Denkmal hochladen | Straßenbrücke                                                                                            | Hirschfeld (Karte)    | 19. Jahrhundert (Straßenbrücke)                                         | Bauwerk mit verkehrsgeschichtlicher Bedeutung, Steinbogenbrücke | 09237943 |
| Direkt Bild zu diesem Denkmal hochladen | Mühle mit technischer Ausstattung, zwei Wasserrädern und Sägewerk mit Herkules-Gatter sowie Nebengebäude | Hirschfeld (Karte)    | 1914 (Sägewerk); 1911 (Herkules-Gatter)                                 | Zeugnisse des dörflichen Handwerks, ortsgeschichtlich und technikgeschichtlich von Bedeutung | 09237917 |
| Direkt Bild zu diesem Denkmal hochladen | Transformatorenturm und Trockenmauer                                                                     | Hirschfeld (Karte)    | 1. Viertel 20. Jahrhundert (Transformatorenstation)                     | von ortsbildprägender Bedeutung, singulär, technikgeschichtlich bedeutsam als Zeugnis der Elektrifizierung | 09237926 |
| Direkt Bild zu diesem Denkmal hochladen | Kurt-Leonhardt-Mühle                                                                                     | Niedercrinitz (Karte) | um 1800 (Scheune)                                                       | Mühle mit technischer Ausstattung, Scheune; technik- und ortsgeschichtlich wichtiger Gebäudekomplex mit bemerkenswerter, vollständig erhaltener technischer Ausstattung, ehem. Mahlund Schneidemühle mit altem und neuerem Mahlmühlenund Wohngebäude der Gründerzeit | 09237961 |
| Direkt Bild zu diesem Denkmal hochladen | Mühle und Stallscheune des Mühlenhofes                                                                   | Niedercrinitz (Karte) | 2. Hälfte 19. Jahrhundert (Mühle); Mitte 19. Jahrhundert (Stallscheune) | von ortsgeschichtlicher Bedeutung, Stallscheune mit Fachwerk-Obergeschoss von dokumentarischem Wert | 09237948 |
|                                         | Bahnhof Voigtsgrün                                                                                       | Voigtsgrün (Karte)    | 3. Drittel 19. Jahrhundert (Bahnhof)                                    | Bahnhof mit zwei Nebengebäuden; verkehrsgeschichtliche Bedeutung | 09237974 |
|                                         | Königlich-Sächsische Meilensteine (Sachgesamtheit)                                                       | Voigtsgrün (Karte)    | 19. Jahrhundert (Meilenstein)                                           | Meilenstein; von verkehrsgeschichtlicher Bedeutung | 09237940 |

## Hohenstein-Ernstthal, Stadt
| Bild                                    | Bezeichnung | Lage                         | Datierung                                                     | Beschreibung | ID       |
| --------------------------------------- | --- | ---------------------------- | ------------------------------------------------------------- | --- | -------- |
| Direkt Bild zu diesem Denkmal hochladen | Wegestein | Hohenstein-Ernstthal (Karte) | um 1900 (Wegestein)                                           | verkehrsgeschichtlich von Bedeutung | 09235516 |
| Direkt Bild zu diesem Denkmal hochladen | Transformatorenhäuschen | Hohenstein-Ernstthal (Karte) | um 1910 (Transformatorenstation)                              | technikgeschichtlich und platzbildprägend von Bedeutung | 09235613 |
| Direkt Bild zu diesem Denkmal hochladen | Nadelfabrik Anton Haase (ehem.) | Hohenstein-Ernstthal         | Ende 19. Jahrhundert (Fabrikgebäude); nach 1918 (Gedenktafel) | Nadelund Platinenfabrik, im Tordurchgang Gedenktafel für die gefallenen Mitarbeiter des Werkes im 1. Weltkrieg; baugeschichtlich und ortsgeschichtlich von Bedeutung, gründerzeitlicher Klinkerbau                                                                                      | 09235574 |
| Direkt Bild zu diesem Denkmal hochladen | Textil- und Rennsport-Museum | Hohenstein-Ernstthal (Karte) | nach 1900 (Textilmaschine)                                    | Sammlung historischer Maschinen und technischer Unterlagen der Textilindustrie, Bestand des Fördervereins Textil- und Heimatmuseum (anfangs im Fabrikgebäude August-Bebel-Straße 10); technikgeschichtlich von Bedeutung                                                                | 09235615 |
| Direkt Bild zu diesem Denkmal hochladen | Mechanische Weberei J. G. Böttger (ehem.); Amtsgericht (später)                                                                           | Hohenstein-Ernstthal (Karte) | 1910–1913 (Fabrikgebäude)                                     | Fabrikund Verwaltungsgebäude sowie rückwärtige Shedhalle; repräsentativer Putzbau im Reformstil der Zeit um 1910, Anklänge an den Stil des Neoklassizismus, erbaut durch die Chemnitzer Architekten Zapp & Basarke, baugeschichtlich, kunstgeschichtlich und künstlerisch von Bedeutung | 09235537 |
| Direkt Bild zu diesem Denkmal hochladen | Weberei Reichel (ehem.); VEB Malitex (ehem.)                                                                                              | Hohenstein-Ernstthal (Karte) | 1946 (Fabrikgebäude)                                          | Textilfabrik mit Pförtnerhaus und Einfriedung; bemerkenswerte, durch das Bauhaus geprägter Fabrikanlage, Klinkerbauten, ortsgeschichtlich und baugeschichtlich von Bedeutung | 09235548 |
|                                         | Hüttengrundbrücke | Hohenstein-Ernstthal (Karte) | 1858 (Eisenbahnbrücke)                                        | Eisenbahnbrücke Strecke Chemnitz -Zwickau; baugeschichtlich und verkehrsgeschichtlich von Bedeutung, fünfjochige Bogenbrücke | 09235570 |
| Direkt Bild zu diesem Denkmal hochladen | Wohnhaus in halboffener Bebauung mit seitlicher Einfriedung und Toreinfahrt sowie Fabrikationsgebäude einer Fabrik im Hof des Grundstücks | Hohenstein-Ernstthal (Karte) | um 1900, später überformt (Fabrikgebäude); um 1870 (Wohnhaus) | orts- und baugeschichtlich von Bedeutung, Wohnhaus Gründerzeitgebäude mit Risalit und Dreiecksgiebel, Fabrik Klinkerfassade der Zeit um 1900 mit moderner Aufstockung der 1920er Jahre                                                                                                  | 09235587 |
| Direkt Bild zu diesem Denkmal hochladen | Klausmühle im Hüttengrund | Hohenstein-Ernstthal (Karte) | 2. Hälfte 18. Jahrhundert (Mühle)                             | Mühle; heute Wohnhaus mit Gaststätte, baugeschichtlich, ortsgeschichtlich und technikgeschichtlich von Bedeutung, Fachwerkbau | 09235571 |
|                                         | Sachgesamtheit Königlich-Sächsische Triangulierung ("Europäische Gradmessung im Königreich Sachsen"); Station 16 Pfaffenberg              | Hohenstein-Ernstthal (Karte) | bezeichnet 1865 (Triangulationssäule)                         | Triangulationssäule; Station der Mitteleuropäischen Gradmessung, Netz 1. Ordnung, wissenschaftsgeschichtlich und technikgeschichtlich von Bedeutung | 09235562 |
| Direkt Bild zu diesem Denkmal hochladen | Rote Mühle | Hohenstein-Ernstthal (Karte) | um 1700 (Mühle); 1885 (Mühlentechnik)                         | Mühle mit Mühleneinrichtung; baugeschichtlich und technikgeschichtlich von Bedeutung, errichtet als Pochwerk mit Schmelzhütte von Johann Simon, noch vorhandene Mühleneinrichtung von 1885                                                                                              | 09235527 |

## Kirchberg, Stadt
| Bild                                    | Bezeichnung | Lage                | Datierung                                                     | Beschreibung | ID       |
| --------------------------------------- | --- | ------------------- | ------------------------------------------------------------- | --- | -------- |
| Direkt Bild zu diesem Denkmal hochladen | Dreibogenbrücke | Cunersdorf (Karte)  | 1. Hälfte 19. Jahrhundert (Straßenbrücke)                     | Straßenbrücke über den Rödelbach; Zeugnis der Verkehrsgeschichte, Bruchsteinmauerwerk | 08959289 |
| Direkt Bild zu diesem Denkmal hochladen | Spinnerei Popp | Cunersdorf (Karte)  | um 1870 (Schornstein)                                         | Schornstein eines Spinnereigebäudes und zwei Torpfeiler der Zufahrt; Rest eines der ältesten und daher ortsgeschichtlich interessanten Industriebauten im Ort, ortsbildcharakterisierend, Einfahrt zwei Kunststeinpfeiler mit Reliefs (einzigartig)     | 08959307 |
| Direkt Bild zu diesem Denkmal hochladen | Wollreißerei Ernst Petzold | Cunersdorf (Karte)  | 1898/1900 (Fabrikgebäude)                                     | Fabrik mit Schornstein sowie Einfriedung; als Wollreißerei mit Bedeutung für die ortsgeschichtliche Entwicklung, ortsbildgestaltender und wissenschaftlich dokumentarischer Wert                                                                        | 08959280 |
| Direkt Bild zu diesem Denkmal hochladen | Wegestein | Cunersdorf (Karte)  | 19. Jahrhundert (Wegestein)                                   | Wegestein aus Granit in Ecklage Crinitzer Straße, verkehrsgeschichtlich von Bedeutung | 08959293 |
| Direkt Bild zu diesem Denkmal hochladen | Transformatorenturm in rückwärtiger Grundstückslage | Cunersdorf (Karte)  | um 1910/1915 (Transformatorenstation)                         | verputzter Ziegelbau mit Pyramidendach, technisches Denkmal mit ortsgeschichtlicher Bedeutung | 08959296 |
| Direkt Bild zu diesem Denkmal hochladen | Wollreißerei Klöffler | Cunersdorf (Karte)  | bezeichnet 1905 (Fabrikgebäude); bezeichnet 1910 (Kontorhaus) | Fabrikgebäude mit Kontoranbau sowie technische Ausstattung; der gefällige Industriebau in Backstein, mit einzigartiger Ausstattung technikgeschichtlich bedeutsamer, zumeist funktionstüchtiger Maschinen sowie Geräte, ausgesprochener Seltenheitswert | 08959284 |
| Direkt Bild zu diesem Denkmal hochladen | Woll-Lager einer Fabrik (benachbarte Fabrikantenvilla vor 2010 abgebrochen) | Kirchberg (Karte)   | um 1910 (Lagerhaus)                                           | Woll-Lager breit gelagerter Fabrikationsbau im Reformstil der Zeit um 1910, stadtgeschichtlich wichtig | 08963414 |
| Weitere Bilder                          | Bahnhof Kirchberg (ehem.) | Kirchberg (Karte)   | wahrscheinlich 1881 (Empfangsgebäude)                         | Empfangsgebäude der ehemaligen Röthelbachbahn (An- und Zwischenbauten ohne Denkmalwert); als Bahnhof der ersten Schmalspurbahn Sachsens stadt- und technikgeschichtlich bedeutend, später als Wohn- und Geschäftshaus genutzt                           | 08963399 |
| Direkt Bild zu diesem Denkmal hochladen | Stollnsystem Am Graben | Kirchberg (Karte)   | 1663–1712 (Erzabbau)                                          | Bergbaustollen; ortsgeschichtlich von Bedeutung, Zeugnis des Altbergbaus im Zwickauer Revier | 09303609 |
|                                         | Königlich-Sächsische Meilensteine (Sachgesamtheit) | Kirchberg (Karte)   | um 1850 (Meilenstein)                                         | Meilenstein (Kopie); verkehrsgeschichtlich von Bedeutung | 08963452 |
| Direkt Bild zu diesem Denkmal hochladen | Transformatorenturm | Leutersbach (Karte) |                                                               | Zeugnis der Elektrifizierung Sachsens, im Heimatstil, technikgeschichtlich von Bedeutung | 08963965 |
| Direkt Bild zu diesem Denkmal hochladen | Transformatorenhäuschen | Saupersdorf (Karte) | 2. Hälfte 19. Jahrhundert (Transformatorenstation)            | Zeugnis der Elektrifizierung Sachsens, technikgeschichtlich von Bedeutung | 08956158 |
| Direkt Bild zu diesem Denkmal hochladen | Transformatorenhäuschen | Saupersdorf (Karte) | 1. Drittel 20. Jahrhundert (Transformatorenstation)           | frühes Zeugnis der Elektrifizierung Sachsens, Relikt des alten Ortsbildes, technikgeschichtlich von Bedeutung | 08964021 |
| Direkt Bild zu diesem Denkmal hochladen | Transformatorenhäuschen | Stangengrün (Karte) | 1. Drittel 20. Jahrhundert (Transformatorenstation)           | original erhaltener Stromversorgungsbau, wichtig als Kleinbau im Dorfbild, technikgeschichtlich von Bedeutung | 09246142 |
| Direkt Bild zu diesem Denkmal hochladen | Mühlenkomplex mit Wohn- und Mahlmühlengebäude einer ehemaligen Schneidemühle, teilweise mit technischer Ausstattung, weiterhin Scheune, Granitbrücke zum Mühlengelände und Reste des Mühlgrabens | Stangengrün (Karte) | um 1800 (Mühlenanlage); bezeichnet 1908 (Zufahrtsbrücke)      | Fachwerkbauten, landschaftsund zeittypische Mühlenanlage mit ortsgeschichtlichem und ortsbildprägendem Wert | 09246138 |
|                                         | Talsperre Wolfersgrün | Wolfersgrün (Karte) | 1922 (Staudamm)                                               | Talsperre mit Staudamm, Überlauf mit Wasserkaskaden (Talsperre liegt teilweise auf Gemarkung Hirschfeld, Gemeinde Hirschfeld); Anlage von technikgeschichtlicher Bedeutung, landschaftsbildprägend.                                                     | 08956982 |

## Langenbernsdorf
| Bild                                    | Bezeichnung                                                                                        | Lage                      | Datierung                                                              | Beschreibung | ID       |
| --------------------------------------- | -------------------------------------------------------------------------------------------------- | ------------------------- | ---------------------------------------------------------------------- | --- | -------- |
| Weitere Bilder                          | Bahnhof Langenbernsdorf; Eisenbahnstrecke Werdau–Mehltheuer; Sachgesamtheit Werdauer Waldeisenbahn | Langenbernsdorf (Karte)   | vmtl. 1882 (Empfangsgebäude); 1897, Anbau Wartehalle (Empfangsgebäude) | Einzeldenkmale der Sachgesamtheit Werdauer Waldeisenbahn: Empfangsgebäude mit Anbau, Heiste und Bahnsteig; Bahnsteig inklusive Bahnsteigkanten aus Beton, authentisches Ensemble innerhalb der Sachgesamtheit Werdauer Waldeisenbahn, eisenbahngeschichtlich und ortsgeschichtlich von Bedeutung (siehe auch das Sachgesamtheitsdokument Werdauer Waldeisenbahn -Obj. 09305659) | 09305657 |
| Weitere Bilder                          | Eisenbahnstrecke Werdau–Mehltheuer; Sachgesamtheit Werdauer Waldeisenbahn                          | Langenbernsdorf (Karte)   | 1874–1876 (Eisenbahnanlage); um 1938 (Eisenbahnbrücke)                 | Sachgesamtheitsbestandteil der Sachgesamtheit Werdauer Waldeisenbahn mit ihren Bahnanlagen, darunter Gleisund Signalanlagen, Bahnstationen und Brücken in der Stadt Werdau (OT Werdau, Leubnitz) sowie in der Gemeinde Langenbernsdorf (OT Langenbernsdorf, Trünzig), davon gehören zum Teilabschnitt Langenbernsdorf, OT Langenbernsdorf: die Einzeldenkmale Empfangsgebäude mit Anbau, Heiste und Bahnsteig des Bahnhofs Langenbernsdorf (siehe Einzeldenkmaldokument -Obj. 09305657) und die Sachgesamtheitsteile Unterbau, Oberbau, Signalanlagen, Fernmeldeanlagen, Streckenkilometrierung sowie eine Eisenbahnbrücke; wichtige Abfuhrstrecke für westsächsische Steinkohle nach Thüringen sowie für Seelingstädter Urankonzentrat in Richtung der UdSSR, damit die Region über die Landesgrenze hinaus stark prägend und wirtschaftsgeschichtlich, eisenbahngeschichtlich sowie regionalgeschichtlich von Bedeutung (siehe auch das Sachgesamtheitsdokument in Werdau, OT Werdau -Obj. 09305659 sowie die Sachgesamtheitsbestandteildokumente in Werdau, OT Leubnitz -Obj. 09305660 und in Langenbernsdorf, OT Trünzig -Obj. 09305662)                                     | 09305661 |
| Direkt Bild zu diesem Denkmal hochladen | Königlich-Sächsische Meilensteine (Sachgesamtheit)                                                 | Niederalbertsdorf (Karte) | um 1860 (Meilenstein)                                                  | Meilenstein; mit Krone, verkehrsgeschichtlich von Bedeutung | 09243114 |
| Weitere Bilder                          | Eisenbahnstrecke Werdau–Mehltheuer; Sachgesamtheit Werdauer Waldeisenbahn                          | Trünzig (Karte)           | 1874–1876 (Eisenbahnanlage); vmtl. 1874–1876 (Straßenbrücke)           | Sachgesamtheitsbestandteil der Sachgesamtheit Werdauer Waldeisenbahn mit ihren Bahnanlagen, darunter Gleisund Signalanlagen, Bahnstationen und Brücken in der Stadt Werdau (OT Werdau, Leubnitz) sowie in der Gemeinde Langenbernsdorf (OT Langenbernsdorf, Trünzig), davon gehören zum Teilabschnitt Langenbernsdorf, OT Trünzig: die Einzeldenkmale Bahnwärterhaus mit Dienstraumanbau, Wartehäuschen, Bahnsteig und Bahnsteigbeleuchtung des Haltepunkts Trünzig (siehe Einzeldenkmaldokument -Obj. 09305658) und die Sachgesamtheitsteile Unterbau, Oberbau, Signalanlagen, Fernmeldeanlagen, Streckenkilometrierung sowie eine Straßenüberführung; wichtige Abfuhrstrecke für westsächsische Steinkohle nach Thüringen sowie für Seelingstädter Urankonzentrat in Richtung der UdSSR, damit die Region über die Landesgrenze hinaus stark prägend und wirtschaftsgeschichtlich, eisenbahngeschichtlich sowie regionalgeschichtlich von Bedeutung (siehe auch das Sachgesamtheitsdokument in Werdau, OT Werdau -Obj. 09305659 sowie die Sachgesamtheitsbestandteildokumente in Werdau, OT Leubnitz -Obj. 09305660 und in Langenbernsdorf, OT Langenbernsdorf -Obj. 09305661) | 09305662 |
| Weitere Bilder                          | Haltepunkt Trünzig; Eisenbahnstrecke Werdau–Mehltheuer; Sachgesamtheit Werdauer Waldeisenbahn      | Trünzig (Karte)           | 1975 (Wartehalle); 1952 (Bahnwärterhaus)                               | Einzeldenkmale der Sachgesamtheit Werdauer Waldeisenbahn: Bahnwärterhaus mit Dienstraumanbau, Wartehäuschen, Bahnsteig und Bahnsteigbeleuchtung; Bahnsteig inklusive Bahnsteigkanten aus Beton, authentisches Ensemble der 1950er bis 1970er Jahre innerhalb der Sachgesamtheit Werdauer Waldeisenbahn, eisenbahngeschichtlich und ortsgeschichtlich von Bedeutung (siehe auch das Sachgesamtheitsdokument Werdauer Waldeisenbahn -Obj. 09305659) | 09305658 |

## Langenweißbach
| Bild                                    | Bezeichnung                                                              | Lage             | Datierung                           | Beschreibung | ID       |
| --------------------------------------- | ------------------------------------------------------------------------ | ---------------- | ----------------------------------- | --- | -------- |
| Direkt Bild zu diesem Denkmal hochladen | Ringofen des ehemaligen Kalkwerkes                                       | Grünau (Karte)   | um 1880 (Kalkofen)                  | ortsgeschichtlich und technikgeschichtlich von Bedeutung | 08956300 |
|                                         | Bergbaulandschaft Hoher Forst (Sachgesamtheit)                           | Weißbach (Karte) | 13./14. Jahrhundert (Bergbauanlage) | Sachgesamtheit Bergbaulandschaft Hoher Forst: bergbauliche Anlagen -Mundlöcher, Halden, Pingen, Pingenzüge im Gebiet der Gemeinden Hartmannsdorf bei Kirchberg (OT Hartmannsdorf bei Kirchberg) und Langenweißbach (OT Weißbach), davon gehört zum Teilabschnitt Langenweißbach, OT Weißbach: das Einzeldenkmal Mundloch des Engländerstolln (siehe Einzeldenkmalliste obj. 09304285) sowie die Sachgesamtheitsteile Halden, Pingen und Pingenzüge; geschlossenes mittelalterliches Bergbaugebiet, Bodenstrukturen und bauliche Anlagen gehören zu den frühesten Sachzeugnissen des westerzgebirgischen Bergbaus und sind daher von bergbaugeschichtlicher Bedeutung, zudem regionalgeschichtliche Bedeutung des während des Zweiten Weltkriegs von Kriegsgefangenen vorgetriebenen Engländerstollns (siehe auch Sachgesamtheitsdokument der Gemeinde Hartmannsdorf bei Kirchberg, OT Hartmannsdorf) | 09304283 |
|                                         | Bergbaulandschaft Hoher Forst (Sachgesamtheit); Mundloch Engländerstolln | Weißbach (Karte) | 1944/45 (Stollnvortrieb)            | Einzeldenkmal der o. g. Sachgesamtheit (Teilabschnitt Langenweißbach, OT Weißbach): Mundloch des Engländerstolln; regional- und bergbaugeschichtlich von Bedeutung | 09304285 |
| Direkt Bild zu diesem Denkmal hochladen | Wegestein                                                                | Weißbach (Karte) | 19. Jahrhundert (Wegestein)         | verkehrsgeschichtlich von Bedeutung | 08956258 |
| Direkt Bild zu diesem Denkmal hochladen | Wegestein                                                                | Weißbach (Karte) | 19. Jahrhundert (Wegestein)         | verkehrsgeschichtliche und ortshistorische Bedeutung | 08956266 |
| Direkt Bild zu diesem Denkmal hochladen | Wegestein                                                                | Weißbach (Karte) | 19. Jahrhundert (Wegestein)         | verkehrsgeschichtliche und ortshistorische Bedeutung | 08956276 |
| Direkt Bild zu diesem Denkmal hochladen | Wegestein                                                                | Weißbach (Karte) | 19. Jahrhundert (Wegestein)         | verkehrsgeschichtliche und ortshistorische Bedeutung | 08956267 |

## Lichtenstein/Sa., Stadt
| Bild                                    | Bezeichnung                                                          | Lage                     | Datierung                                                             | Beschreibung | ID       |
| --------------------------------------- | -------------------------------------------------------------------- | ------------------------ | --------------------------------------------------------------------- | --- | -------- |
|                                         | Bahnhof Lichtenstein (Sachs)                                         | Lichtenstein/Sa. (Karte) | 1878 (Empfangsgebäude)                                                | Empfangsgebäude des Bahnhofs Lichtenstein; ortsgeschichtlich und eisenbahnhistorisch von Bedeutung, Gründerzeitgebäude | 09236731 |
| Direkt Bild zu diesem Denkmal hochladen | Trikotagenfabrik G. A. Bahner (ehem.); Esda Feinstrumpfwerke (ehem.) | Lichtenstein/Sa. (Karte) | 1911 (Fabrikgebäude); 1898 (Wohn-/Verwaltungsgebäude)                 | Fabrikkomplex mit Wohnhaus/Verwaltungsgebäude (Am Bahnhof 6) in Ecklage, sowie Fabrikationsgebäude im Hof (Weststraße 5 und 7), weiterhin zwei Dampfmaschinen, Generator und Schaltwarte sowie Einfriedung des Grundstücks; baugeschichtlich und ortsgeschichtlich von Bedeutung, Wohnhaus mit gründerzeitlicher Putzfassade und markanter Eckgestaltung, Fabrikgebäude im Reformstil der Zeit um 1910, Gustav Adolf Bahner gründet 1842 Wirkwarenfabrik in Oberlungwitz | 09236732 |
| Direkt Bild zu diesem Denkmal hochladen | Brauerei Kühn (ehem.); Strickwarenfabrik ALROWA (ehem.)              | Lichtenstein/Sa. (Karte) | 2. Hälfte 19. Jahrhundert und 1920er Jahre (Fabrik)                   | Fabrikkomplex (siehe auch Badergasse 17); ortsgeschichtlich von Bedeutung, war Textilfabrik, davor Brauerei, baugeschichtliche und ortsgeschichtliche Bedeutung | 09236720 |
| Direkt Bild zu diesem Denkmal hochladen | Strickwarenfabrik Alrowa (ehem.); Neues Rathaus (heute)              | Lichtenstein/Sa. (Karte) | 1920–1922 (Neues Rathaus)                                             | Fabrikkomplex mit Gebäudebrücken (siehe auch Am Mühlgraben 1, 3 und 4); ortsgeschichtlich von Bedeutung, war Textilfabrik, heute Neues Rathaus | 09236730 |
| Direkt Bild zu diesem Denkmal hochladen | Mechanische Weberei Paul Zierold (ehem.)                             | Lichtenstein/Sa. (Karte) | 1883–1885 (Fabrik)                                                    | Fabrikkomplex (siehe auch Gartenstraße 23); baugeschichtlich, ortsgeschichtlich und ortsbildprägend von Bedeutung, ehemalige Möbelstoff-Weberei, straßenbildprägende Shedhallen, durch ein Brückenbauwerk mit Fabrikgebäude in Gartenstraße verbunden | 09236737 |
| Direkt Bild zu diesem Denkmal hochladen | Transformatorenhaus mit Einfriedung                                  | Lichtenstein/Sa. (Karte) | um 1915 (Transformatorenstation)                                      | technikgeschichtlich von Bedeutung | 09235975 |
| Direkt Bild zu diesem Denkmal hochladen | Weberei Berger (ehem.)                                               | Lichtenstein/Sa. (Karte) | 1903 (Fabrik); 1908–1913 (Fabrik); um 1925 (Fabrik)                   | Fabrikgebäude; baugeschichtlich und ortsgeschichtlich von Bedeutung, ehemalige Weberei, ungewöhnlich gestalteter Erweiterungsbau der 1920er Jahre | 09236739 |
| Direkt Bild zu diesem Denkmal hochladen | Höhler (Kelleranlagen) mit Schlosswasserleitung                      | Lichtenstein/Sa. (Karte) | vor 1843 (Wasserleitung)                                              | ortsgeschichtlich von Bedeutung | 09237667 |
| Direkt Bild zu diesem Denkmal hochladen | Duschanlage mit Hochbehälter im Sommerbad                            | Lichtenstein/Sa. (Karte) | um 1928 (Freibad)                                                     | baugeschichtlich wertvoll, Rundbau mit Pfeilern und Dekorelemente | 09236744 |
| Direkt Bild zu diesem Denkmal hochladen | Mechanische Weberei Paul Zierold (ehem.)                             | Lichtenstein/Sa. (Karte) | um 1925 (Fabrik)                                                      | Fabrikanlage mit Gebäudebrücke (siehe auch Böttgerstraße 15); baugeschichtlich, ortsgeschichtlich und ortsbildprägend von Bedeutung, ehemalige Möbelstoff-Weberei, durch ein Brückenbauwerk zusammen mit Shedhallen an der Böttgerstraße verbunden | 09237673 |
| Direkt Bild zu diesem Denkmal hochladen | Wohnhaus mit angebautem Fabrikgebäude                                | Lichtenstein/Sa. (Karte) | um 1860, später überformt (Wohnhaus)                                  | baugeschichtlich und ortsgeschichtlich von Bedeutung, historistisch | 09236759 |
| Direkt Bild zu diesem Denkmal hochladen | Chenille-Weberei Ebert (ehem.)                                       | Lichtenstein/Sa. (Karte) | 2. Hälfte 19. Jahrhundert (Verwaltung)                                | Verwaltungsgebäude mit rückwärtig angebautem Fabrikgebäude und Einfriedung; baugeschichtlich und ortsgeschichtlich von Bedeutung, der Verwaltungsbau mit repräsentativer historistischer Putzfassade (siehe auch Zwickauer Straße 22) | 09236779 |
| Direkt Bild zu diesem Denkmal hochladen | Kaiserliches Postamt (ehem.)                                         | Lichtenstein/Sa. (Karte) |                                                                       | Post; baugeschichtlich und ortsgeschichtlich von Bedeutung, repräsentatives historistisches Gebäude mit Erweiterung im Reformstil der Zeit um 1910, war Kaiserliches Postamt | 09236780 |
| Direkt Bild zu diesem Denkmal hochladen | VEB Strickmoden Elegantia (ehem.)                                    | Lichtenstein/Sa. (Karte) | bezeichnet 1904–1905 (Fabrikgebäude); um 1910 (Wohn- und Bürogebäude) | Fabrikgebäude (Nr. 2a) mit separatem Wohn- und Verwaltungsgebäude (Nr. 2); ortsgeschichtlich und ortsbildprägend von Bedeutung, historisierende Fabrikgebäude mit Klinkerfassaden | 09236817 |
|                                         | Viadukt Rödlitzbachtal                                               | Rödlitz (Karte)          | 1877–1878 (Eisenbahnbrücke)                                           | Eisenbahnbrücke Strecke Stollberg-St. Egidien; verkehrsgeschichtlich und baugeschichtlich von Bedeutung, siebenbogige Steinbrücke | 09235970 |

## Lichtentanne
| Bild                                    | Bezeichnung | Lage                 | Datierung                             | Beschreibung | ID       |
| --------------------------------------- | --- | -------------------- | ------------------------------------- | --- | -------- |
| Direkt Bild zu diesem Denkmal hochladen | Sachgesamtheit Königlich-Sächsische Triangulierung ("Europäische Gradmessung im Königreich Sachsen"); Station 137 Ebersbrunn | Ebersbrunn (Karte)   | bezeichnet 1878 (Triangulationssäule) | Triangulationssäule; Station der Königlich-Sächsischen Triangulation, Netz 2. Ordnung, wissenschaftsgeschichtlich und technikgeschichtlich von Bedeutung | 09301366 |
| Direkt Bild zu diesem Denkmal hochladen | Alte Mühle | Ebersbrunn (Karte)   | 18. Jahrhundert (Müllerwohnhaus)      | Mühlenwohnhaus und zwei Seitengebäude der Mühle; ortshistorisch bedeutend, Anlage von hoher Ursprünglichkeit                                             | 09237803 |
| Weitere Bilder                          | Bahnhof Lichtentanne | Lichtentanne (Karte) | 1885 (Empfangsgebäude)                | Empfangsgebäude des Bahnhofs; eisenbahngeschichtliche Bedeutung, gründerzeitlicher Ziegelsteinbau                                                        | 09237800 |
| Weitere Bilder                          | Eisenbahnerwohnhaus | Lichtentanne (Karte) | um 1885 (Eisenbahnerwohnhaus)         | schlichter gründerzeitlicher Ziegelbau, zum Bahnhofskomplex zugehörig, Typenbau von eisenbahngeschichtlicher Bedeutung                                   | 09237801 |
| Direkt Bild zu diesem Denkmal hochladen | Alte Schmiede | Lichtentanne (Karte) | Ende 18. Jahrhundert (Schmiede)       | Ehemalige Schmiede; authentisch erhaltener Fachwerkbau, ortsgeschichtlich bedeutsam                                                                      | 09237796 |
|                                         | Kursächsische Postmeilensäulen (Sachgesamtheit)                                                                              | Schönfels (Karte)    | bezeichnet 1731 (Ganzmeilensäule)     | Postmeilensäule; Rest einer Ganzmeilensäule, verkehrsgeschichtlich von Bedeutung                                                                         | 09237843 |
| Direkt Bild zu diesem Denkmal hochladen | Ehemalige Schmiede | Schönfels (Karte)    | bezeichnet 1958 (Schmiede)            | ortsgeschichtlich bedeutsam, im Heimatstil mit Fachwerk-Giebel                                                                                           | 09237832 |

## Limbach-Oberfrohna, Stadt
| Bild                                    | Bezeichnung                                                                                  | Lage                         | Datierung                                                                            | Beschreibung | ID       |
| --------------------------------------- | -------------------------------------------------------------------------------------------- | ---------------------------- | ------------------------------------------------------------------------------------ | --- | -------- |
| Direkt Bild zu diesem Denkmal hochladen | Straßenbrücke über den Herrnsdorf-Bräunsdorfer Bach                                          | Bräunsdorf (Karte)           | um 1860 (Brücke)                                                                     | baugeschichtlich von Bedeutung, Steinbogenbrücke | 09232555 |
| Direkt Bild zu diesem Denkmal hochladen | Schreinermühle; Teichmühle                                                                   | Bräunsdorf (Karte)           | 19. Jahrhundert (Mühle)                                                              | Mühlengebäude mit technischer Ausstattung; technikgeschichtlich von Bedeutung | 09232570 |
| Direkt Bild zu diesem Denkmal hochladen | Wohnhaus der ehemaligen Papiermühle                                                          | Bräunsdorf (Karte)           | um 1800 (Wohnhaus)                                                                   | baugeschichtlich und ortsgeschichtlich von Bedeutung | 09232573 |
| Direkt Bild zu diesem Denkmal hochladen | Strumpffabrik Esche (ehem.)                                                                  | Limbach (Karte)              | vor 1800, später überformt (Manufaktur)                                              | Wohnhaus (zwei Hausteile) in offener Bebauung, mit Seitenflügel zum Hof, ehemalige Manufaktur und Fabrik; ortsgeschichtlich von Bedeutung, ehemaliges Manufakturund Fabrikationsgebäude Gebr. Esche (Erweiterungsbau Fabrikkomplex siehe Sachsenstraße 3) | 09233096 |
| Direkt Bild zu diesem Denkmal hochladen | Fabrik (benachbartes Fabrikantenwohnhaus 2003 abgebrochen)                                   | Limbach (Karte)              | um 1905 (Fabrikgebäude)                                                              | baugeschichtlich und ortsgeschichtlich von Bedeutung, mehrflügeliger gründerzeitlicher Klinkerbau | 09233097 |
| Direkt Bild zu diesem Denkmal hochladen | Stadtpark (Sachgesamtheit)                                                                   | Limbach (Karte)              | 1905 (Parkschänke); 1902 (Pachedenkmal); 1925 (Hofbräuhaus)                          | Einzeldenkmale der Sachgesamtheit Stadtpark: Parkschänke (Anschrift: Tierparkstraße 2), Pache-Denkmal, ehemaliges Hofbräuhaus (Anschrift: Tierparkstraße 1) sowie Pumphaus für die Wasserfontäne (siehe auch Sachgesamtheitsdokument -Obj. 09300302); Baulichkeiten und Anlagen des Stadtparkes der Stadt Limbach-Oberfrohna von baugeschichtlicher, stadtgeschichtlicher und technikgeschichtlicher Bedeutung, im Park Denkmal für den Kantor und Komponisten Johannes Fürchtegott Pache (1857–1897) | 09232944 |
| Direkt Bild zu diesem Denkmal hochladen | Wohnhaus in offener Bebauung mit Fabrikgebäude im Hof                                        | Limbach (Karte)              | um 1880 (Wohnhaus)                                                                   | orts- und baugeschichtlich von Bedeutung, ehemaliges Polytechnikum, Gründerzeitgebäude mit Klinkerfassaden | 09233113 |
| Direkt Bild zu diesem Denkmal hochladen | Königlich-Sächsische Meilensteine (Sachgesamtheit)                                           | Limbach (Karte)              | 19. Jahrhundert (Meilenstein)                                                        | Meilenstein; wohl Halbmeilenstein, verkehrsgeschichtlich von Bedeutung | 09233118 |
| Direkt Bild zu diesem Denkmal hochladen | VEB Untertrikotagen Artiseda (ehem.); Textilfabrik Louis H. Schaarschmidt (ehem.)            | Limbach (Karte)              | um 1900 (alter Teil); 1928–1929 (Erweiterungsbau)                                    | Fabrikkomplex (zwei Anschriften: Chemnitzer Straße 6 und Marktstraße 11); baugeschichtlich, künstlerisch und ortsgeschichtlich von Bedeutung, ehemals Textilfabrik Schaarschmidt, Hauptbau mit Klinkerfassaden im Stil der Neuen Sachlichkeit der 1920er Jahre | 09233120 |
| Direkt Bild zu diesem Denkmal hochladen | Wohn- und Kontorgebäude einer ehemaligen Textilfabrik mit seitlicher Einfriedung             | Limbach (Karte)              | um 1870, später überformt (1920er Jahre)                                             | baugeschichtlich und ortsgeschichtlich von Bedeutung | 09233128 |
| Direkt Bild zu diesem Denkmal hochladen | Fabrikgebäude mit Bauplastik                                                                 | Limbach (Karte)              | um 1925, im Kern älter (Fabrikgebäude)                                               | baugeschichtlich und künstlerisch von Bedeutung, Erweiterungsbau im Stil der Neuen Sachlichkeit der 1920er Jahre, mit zwei lebensgroßen Plastiken am Eingangsbereich | 09233155 |
| Direkt Bild zu diesem Denkmal hochladen | Firma Schulze & Grobe                                                                        | Limbach (Karte)              | um 1910, im Kern 19. Jahrhundert (Fabrik)                                            | Fabrik; stattlicher Putzbau von baugeschichtlichem Wert, Fassade im Reformstil der Zeit um 1910 | 09233080 |
| Direkt Bild zu diesem Denkmal hochladen | Wohnhaus und Fabrikationsgebäude                                                             | Limbach (Karte)              | bezeichnet 1828 (Fabrikanlagenteil)                                                  | baugeschichtlich von Bedeutung, klassizistischer Putzbau | 09233157 |
| Direkt Bild zu diesem Denkmal hochladen | Wohnstallhaus, Seitengebäude eines ehemaligen Bauernhofes und angebautes Fabrikationsgebäude | Limbach (Karte)              | um 1800 (Wohnstallhaus); um 1850 (Seitengebäude); 19. Jahrhundert (Fabrikgebäude)    | baugeschichtlich und ortsentwicklungsgeschichtlich von Bedeutung, Wohnstallhaus mit Fachwerk-Obergeschoss | 09233158 |
| Direkt Bild zu diesem Denkmal hochladen | Königlich-Sächsische Meilensteine (Sachgesamtheit)                                           | Limbach (Karte)              | 19. Jahrhundert (Meilenstein)                                                        | Meilenstein; verkehrsgeschichtlich von Bedeutung | 09233203 |
| Direkt Bild zu diesem Denkmal hochladen | Elektrizitätswerk                                                                            | Limbach (Karte)              | 1908 (Kraftwerk)                                                                     | ortsgeschichtlich von Bedeutung, Sockel Zyklopenmauerwerk, darüber rote Klinker, abgesetzt mit gelben Klinkern und grünen glasierten Ziegeln an Fenstern | 09233189 |
| Direkt Bild zu diesem Denkmal hochladen | Eisenbahnbrücke                                                                              | Limbach (Karte)              | 1911–1912 (Eisenbahnbrücke)                                                          | baugeschichtlich, verkehrsgeschichtlich, technikhistorisch und städtebaulich von Bedeutung, sechsbogige Betonbrücke, eines der frühen Betonbauwerke in Sachsen | 09233216 |
| Direkt Bild zu diesem Denkmal hochladen | Wohnhaus, ehemalige Brauerei                                                                 | Limbach (Karte)              | 1571–1754 (Brauerei)                                                                 | baugeschichtlich und ortsgeschichtlich von Bedeutung | 09233226 |
|                                         | Wasserturm                                                                                   | Limbach (Karte)              | 1926–1927 (Wasserturm)                                                               | Wasserturm; baugeschichtlich, technikgeschichtlich und künstlerisch von Bedeutung, von neoklassizistischer und expressionistischer Wirkung | 09233230 |
| Direkt Bild zu diesem Denkmal hochladen | Kaiserliches Postamt (ehem.)                                                                 | Limbach (Karte)              | 1911 (Post)                                                                          | Postamt und Nebengebäude im Hof; baugeschichtlich und ortsgeschichtlich von Bedeutung, im Reformstil der Zeit um 1910 | 09233233 |
| Direkt Bild zu diesem Denkmal hochladen | Bahnhof Limbach-Oberfrohna                                                                   | Limbach (Karte)              | 1909 (Überdachung)                                                                   | Bahnhofs-Empfangsgebäude mit Bahnsteigüberdachung; baugeschichtlich und verkehrsgeschichtlich von Bedeutung, historistisch | 09233262 |
| Direkt Bild zu diesem Denkmal hochladen | Strumpffabrik Esche (ehem.)                                                                  | Limbach (Karte)              | 1853–1854 (Fabrikgebäude Albert-Einstein-Straße); 1878 (Fabrikgebäude Sachsenstraße) | Fabrikkomplex; ortsgeschichtlich von Bedeutung, Erweiterungsbau des ehemaligen Manufakturund Fabrikationsgebäude Gebr. Esche (Albert-Einstein-Straße 3, siehe dort) | 09232529 |
| Direkt Bild zu diesem Denkmal hochladen | Firma Ernst Saupe (ehem.)                                                                    | Limbach (Karte)              | 1927 (Fabrikgebäude); 1886 (Verwaltungsgebäude)                                      | Verwaltungsgebäude und Fabrik mit Turm an der Querstraße; baugeschichtlich und ortsgeschichtlich von Bedeutung, Fabrik der ehemaligen Firma Saupe, Wirkmaschinenherstellung, gründerzeitlicher Verwaltungsbau, Fabrik im Stil der Neuen Sachlichkeit | 09233258 |
| Direkt Bild zu diesem Denkmal hochladen | Fabrikgebäude (bestehend aus drei Gebäudeteilen), heute Wohnanlage                           | Limbach (Karte)              | um 1910 (Eckbau); 1920er Jahre (Fabrikerweiterung)                                   | baugeschichtlich von Bedeutung, Eckgebäude im Stil der Späthistorismus, Fabrikanbauten mit Anklängen an den Stil der Neuen Sachlichkeit der 1920er Jahre | 09233273 |
| Direkt Bild zu diesem Denkmal hochladen | Wirkwarenfabrik Conradi & Friedemann (ehem.)                                                 | Limbach (Karte)              | bezeichnet 1882 (Fabrik); bezeichnet 1895 (Fabrik); bezeichnet 1905 (Fabrik)         | Fabrikkomplex mit Einfriedung; baugeschichtlich und ortsgeschichtlich von Bedeutung, ehemals Firma Conradi & Friedemann, überwiegend im Jugendstil und Reformstil der Zeit um 1905, Architekt: Georg Wünschmann, Leipzig | 09233234 |
| Direkt Bild zu diesem Denkmal hochladen | Ehemaliges Kesselhaus                                                                        | Limbach (Karte)              | 1913 (Kesselund Maschinenhaus)                                                       | baugeschichtlich und technikgeschichtlich von Bedeutung, gehört zur gegenüberliegenden FabrikConradi & Friedemann | 09233295 |
| Direkt Bild zu diesem Denkmal hochladen | Muldentalbahn (Sachgesamtheit); Brücke                                                       | Wolkenburg-Kaufungen (Karte) | 1875 (Eisenbahnbrücke); um 1930 (Kilometerstein)                                     | Einzeldenkmale in der o. g. Sachgesamtheit: Eisenbahnbrücke mit Eisenbahnkilometerstein; (siehe Sachgesamtheitsliste -Obj. 09306181) Segmentbogenbrücke über den Herrnsdorf-Bräunsdorfer Bach der Eisenbahnstrecke Glauchau-Wurzen (Muldentalbahn) am Bahnkilometer 12, 75 original erhalten, eisenbahngeschichtlich und verkehrsgeschichtlich von Bedeutung | 09306102 |
| Direkt Bild zu diesem Denkmal hochladen | Muldentalbahn (Sachgesamtheit)                                                               | Wolkenburg-Kaufungen (Karte) | 1875 (Eisenbahnbrücke); 1875 (Durchlass)                                             | Sachgesamtheitsbestandteil der Sachgesamtheit Muldentalbahn, Teilabschnitt Limbach-Oberfrohna, Stadt, OT Wolkenburg-Kaufungen mit den Einzeldenkmalen: Brücke (siehe Einzeldenkmalliste -Obj. 09306102), Brücke (siehe Einzeldenkmalliste -Obj. 09306105), Bahndamm (siehe Einzeldenkmalliste -Obj. 09242694), Bahnwärterhäuschen (siehe Einzeldenkmalliste -Obj. 09306114) und den Sachgesamtheitsteilen Eisenbahnbrücke und Durchlass (siehe auch Sachgesamtheitsliste -Obj. 09306181); Sachgesamtheit mit allen Bahnanlagen, darunter Gleisanlagen mit Unterund Oberbau, Streckenkilometrierung, Fernmeldeund Signalanlagen, Bahnstationen einschließlich aller Funktionsbauten, Wärterhäuschen, Brücken und Durchlässen in den Gemeinden Glauchau, Stadt (OT Glauchau, Kleinbernsdorf, Reinholdshain), Limbach-Oberfrohna, Stadt (OT Wolkenburg-Kaufungen), Remse (OT Remse), Waldenburg (OT Niederwinkel, Oberwinkel, Waldenburg), Lunzenau, Stadt (OT Lunzenau, Cossen, Rochsburg), Penig, Stadt (OT Markersdorf, Penig, Amerika, Arnsdorf, Thierbach, Zinnberg), Rochlitz, Stadt (OT Penna, Rochlitz), Seelitz (OT Fischheim, Seelitz, Biesern, Steudten), Colditz (OT Colditz, Lastau, Möseln, Sermuth, Zschetzsch), Grimma, Stadt (OT Großbothen), für die Industrieentwicklung des Muldentals wichtige und landschaftsbildende prägende Normalspurbahn, wirtschaftsgeschichtlich, eisenbahngeschichtlich, landschaftsgestaltend sowie regionalgeschichtlich von Bedeutung | 09306106 |
| Direkt Bild zu diesem Denkmal hochladen | Muldentalbahn (Sachgesamtheit); Bahndamm                                                     | Wolkenburg-Kaufungen (Karte) | 1875 (Bahnkörper)                                                                    | Einzeldenkmal in der o. g. Sachgesamtheit: Bahndamm; (siehe Sachgesamtheitsliste -Obj. 09306181), Stützmauer an der Mulde im Bereich zwischen Bahnkilometer 14, 0 und 14, 2 der Eisenbahnstrecke Glauchau-Wurzen (Muldentalbahn), Polygonalmauerwerk, verkehrsgeschichtlich und technikgeschichtlich von Bedeutung | 09306108 |
| Direkt Bild zu diesem Denkmal hochladen | Muldentalbahn (Sachgesamtheit); Brücke                                                       | Wolkenburg-Kaufungen (Karte) | bezeichnet 1875 (Eisenbahnbrücke)                                                    | Einzeldenkmal in der o. g. Sachgesamtheit: Wegeunterführung (siehe Sachgesamtheitsliste -Obj. 09306181); Steinbogenbrücke mit Stützmauern am Bahnkilometer 13, 7 der Muldentalbahn, Schlussstein bezeichnet 1875, original erhalten, einschließlich der Brückenpfeiler der zerstörten früheren Straßenüberführung über den Bahnkörper, eisenbahngeschichtlich und technikgeschichtlich von Bedeutung | 09306105 |
| Direkt Bild zu diesem Denkmal hochladen | Binge                                                                                        | Wolkenburg-Kaufungen (Karte) | 16. Jahrhundert oder älter (Binge)                                                   | bergbaugeschichtlich von Bedeutung, Zeugnis des Altbergbaus im Zwickauer Raum | 09242744 |
| Direkt Bild zu diesem Denkmal hochladen | St. Anna-Fundgrube (Sachgesamtheit)                                                          | Wolkenburg-Kaufungen (Karte) | 18. Jahrhundert und älter (Stollen)                                                  | Sachgesamtheit St. Anna-Fundgrube, mit folgenden Einzeldenkmalen: Tagesschacht, Mundloch, Halde und Haspelort (siehe Einzeldenkmalliste -Obj. 09247666) und Bergbaugelände am St. Anna-Stollen (Sachgesamtheitsteil); Bergbauanlage von regionalgeschichtlicher Bedeutung, Zeugnis des Altbergbaus im Zwickauer Raum, altes Silberbergwerk | 09242722 |
| Direkt Bild zu diesem Denkmal hochladen | Muldentalbahn (Sachgesamtheit); Bahnhof Wolkenburg                                           | Wolkenburg-Kaufungen (Karte) | 1875 (Personenbahnhof)                                                               | Einzeldenkmale in der o. g. Sachgesamtheit: Empfangsgebäude, Bahnsteigüberdachung, Güterschuppen, Wirtschaftsgebäude und Aborthäuschen des Bahnhofs Wolkenburg; (siehe Sachgesamtheitsliste -Obj. 09306181), vollständig erhaltener Bahnhof in schlechtem baulichen Zustand an der Eisenbahnstrecke Glauchau-Wurzen (Muldentalbahn), ortsgeschichtlich und verkehrsgeschichtlich von Bedeutung | 09242694 |
| Direkt Bild zu diesem Denkmal hochladen | Wohnhaus und Seitengebäude der ehemaligen Mühle                                              | Wolkenburg-Kaufungen (Karte) | bezeichnet 1618, später überformt (Wohnhaus)                                         | Gebäudeensemble von bau- und ortsgeschichtlichem Wert, Wohnhaus mit Fachwerk-Obergeschoss, am Wohnhaus Sitznischenportal mit floralen Verzierungen | 09241688 |
| Direkt Bild zu diesem Denkmal hochladen | Fabrikgebäude                                                                                | Wolkenburg-Kaufungen (Karte) | um 1800 (Spinnerei)                                                                  | ortsgeschichtlich von Bedeutung, ehemalige Schafwollspinnerei des Grafen von Einsiedel, später Baumwollweberei | 09242699 |
| Direkt Bild zu diesem Denkmal hochladen | Wohnhaus                                                                                     | Wolkenburg-Kaufungen (Karte) | bezeichnet 1840 (Wohnhaus)                                                           | baugeschichtlich und ortsgeschichtlich von Bedeutung, gehörte ehemals zu einer Papierfabrik, davor Standort der Erzwäsche | 09242725 |
| Direkt Bild zu diesem Denkmal hochladen | Hängebrücke über die Zwickauer Mulde                                                         | Wolkenburg-Kaufungen (Karte) |                                                                                      | baugeschichtlich und technikgeschichtlich von Bedeutung | 09242706 |
| Direkt Bild zu diesem Denkmal hochladen | Mühle Wolkenburg; Hammermühle                                                                | Wolkenburg-Kaufungen (Karte) | 1888/89 (Mühlentechnik)                                                              | Mühlenkomplex, Getreideund Sägemühle mit technischer Ausstattung sowie Müllerwohnhaus, Nebengebäude (Stallgebäude) und Hofpflasterung; arbeitendes Technisches Denkmal von herausragender Bedeutung, Gebäude aus der Gründerzeit, kleine Industriemühle des amerikanischen Typ im ländlichen Raum mit älterem Gebäudebestand, ortsgeschichtlich, technikgeschichtlich und versorgungsgeschichtlich von Bedeutung | 09242705 |
| Direkt Bild zu diesem Denkmal hochladen | Muldentalbahn (Sachgesamtheit); Bahnwärterhäuschen                                           | Wolkenburg-Kaufungen (Karte) | 1875 (Bahnwärterhaus)                                                                | Einzeldenkmale in der o. g. Sachgesamtheit: Bahnwärterhäuschen (ohne Anbau) mit kleinem Nebengebäude; (siehe Sachgesamtheitsliste -Obj. 09306181), typisches Bahnwärterhäuschen am Bahnkilometer 14, 7 der Eisenbahnstrecke Glauchau-Wurzen (Muldentalbahn), bauliche Hülle im Wesentlichen original erhalten, verkehrsgeschichtlich und technikgeschichtlich von Bedeutung | 09306114 |

## Meerane, Stadt
| Bild                                    | Bezeichnung | Lage            | Datierung                                         | Beschreibung | ID       |
| --------------------------------------- | --- | --------------- | ------------------------------------------------- | --- | -------- |
| Direkt Bild zu diesem Denkmal hochladen | Transformatorenhäuschen und Böschungsmauer                                                                                         | Meerane (Karte) | um 1935 (Transformatorenstation)                  | technikgeschichtlich und ortsbildprägend von Bedeutung | 09241986 |
| Direkt Bild zu diesem Denkmal hochladen | Karosseriewerk G. Hornig & Co. (ehem.); VEB IFA Karosseriewerk (später)                                                            | (Karte)         | um 1880 (Verwaltungsgebäude)                      | Verwaltungsgebäude des Karosseriewerkes; baugeschichtlich und ortsgeschichtlich von Bedeutung, zu DDR-Zeiten Produktionsort der Karosserien der Marken Trabant und Wartburg                                                                             | 09241698 |
| Direkt Bild zu diesem Denkmal hochladen | Wohn- und Verwaltungsgebäude einer Fabrik, mit seitlicher Einfriedung                                                              | (Karte)         | um 1890 (Wohn- und Bürogebäude)                   | baugeschichtlich und ortsgeschichtlich von Bedeutung, repräsentatives Gründerzeitgebäude | 09241699 |
| Direkt Bild zu diesem Denkmal hochladen | Autobahnmeisterei mit drei Doppelwohnhäusern (Nr. 1/3, 5/7 und 9/11), einem Verwaltungsgebäude und zwei Funktionsgebäuden (Nr. 13) | (Karte)         | um 1935 (Autobahnmeisterei)                       | baugeschichtlich und ortsgeschichtlich von Bedeutung, im Heimatstil der 1930er Jahre | 09241755 |
| Direkt Bild zu diesem Denkmal hochladen | Mechanische Kleiderstoffweberei Louis Quaas & Co. (ehem.)                                                                          | (Karte)         | 1906–1911 (Textilindustrieanlagenteil)            | Fabrikkomplex mit Einfriedung; baugeschichtlich und ortsgeschichtlich von Bedeutung, ehemals Segeltuch-Industrie der Aktiengesellschaft Fa. Louis Quaas & Co.                                                                                           | 09241686 |
| Direkt Bild zu diesem Denkmal hochladen | Rest eines Kalkbrennofens | (Karte)         | 19. Jahrhundert (Kalkofen)                        | technikgeschichtlich von Bedeutung, recht hohes, quadratisches Exemplar, im 19. Jahrhundert oft zur lokalen Düngemittelund Baumaterialherstellung erbaut, Beschickung von zweiter Ebene aus                                                             | 09241784 |
| Direkt Bild zu diesem Denkmal hochladen | Fabrikanlage | (Karte)         | um 1880 (Gießerei)                                | baugeschichtlich und ortsgeschichtlich von Bedeutung, ehemalige Eisengießerei, Klinkerbau | 09241842 |
| Direkt Bild zu diesem Denkmal hochladen | Wohn- und Verwaltungsgebäude verbunden mit Fabrikgebäude                                                                           | (Karte)         | um 1900 (Wohnhaus)                                | baugeschichtlich von Bedeutung, Gründerzeitgebäude, Klinkerfassaden | 09241876 |
| Direkt Bild zu diesem Denkmal hochladen | Mietshaus in geschlossener Bebauung, ehemaliges Wohn- und Bürohaus einer Weberei, mit Gartenlaube im Hof                           | (Karte)         | um 1890/1895 (Mietshaus)                          | baugeschichtlich und ortsgeschichtlich von Bedeutung, prächtige Gründerzeitfassade | 09241903 |
| Direkt Bild zu diesem Denkmal hochladen | Wohnhaus (Nr. 27) und Kontorgebäude (Nr. 29) einer Speditionsfirma                                                                 | (Karte)         | um 1870 (Wohnhaus)                                | baugeschichtlich und ortsgeschichtlich von Bedeutung, Gründerzeitgebäude, ehemalige Speditionsfirma Quaas & Wilke | 09241907 |
| Direkt Bild zu diesem Denkmal hochladen | Wohn- und Geschäftshaus | (Karte)         | 19. Jahrhundert, später überformt (Geschäftshaus) | Eckhaus, ortsgeschichtlich und städtebaulich von Bedeutung | 09241910 |
| Direkt Bild zu diesem Denkmal hochladen | Wohnhaus in geschlossener Bebauung, mit Seitenflügel zum Hof                                                                       | (Karte)         | 1. Hälfte 19. Jahrhundert (Wohnhaus)              | orts- und baugeschichtlich von Bedeutung, Fachwerkseitengebäude, ehemaliges Sudhaus der Kommunbrauerei | 09241913 |
| Direkt Bild zu diesem Denkmal hochladen | Fabrikgebäude in Ecklage | (Karte)         |                                                   | ortsgeschichtlich und baugeschichtlich von Bedeutung, ungewöhnlich reichgestaltete Fassade der Gründerzeit | 09241938 |
| Direkt Bild zu diesem Denkmal hochladen | Fabrikgebäude in Ecklage | (Karte)         | um 1890 (Fabrik)                                  | baugeschichtlich und ortsgeschichtlich von Bedeutung, Klinker-Putzfassaden | 09241953 |
| Direkt Bild zu diesem Denkmal hochladen | Webschule; Berufliches Schulzentrum                                                                                                | (Karte)         | 1892 (Berufsschule)                               | Webschule; später auch Handelsschule, orts- und baugeschichtlich von Bedeutung, historisierend | 09241954 |
| Direkt Bild zu diesem Denkmal hochladen | Fabrikgebäude in halboffener Bebauung                                                                                              | (Karte)         | um 1910 (Fabrikgebäude)                           | baugeschichtlich und straßenbildprägend von Bedeutung | 09241983 |
| Direkt Bild zu diesem Denkmal hochladen | Mechanischen Weberei C. F. Schmieder (ehem.)                                                                                       | (Karte)         | 1870/1871 (Schornstein)                           | Fabrikschornstein einer Weberei; technikgeschichtlich von Bedeutung | 09242022 |
| Direkt Bild zu diesem Denkmal hochladen | Schlachthof (ehem.) | (Karte)         | 1888–1889 (Schlachthof)                           | Schlachthof, mit Restaurationsgebäude und Verwaltungsgebäude an der Straße sowie Teil der Schlachthalle auf dem Gelände; ortsgeschichtlich, sozialgeschichtlich, baugeschichtlich und wirtschaftsgeschichtlich von Bedeutung, überwiegend Klinkerbauten | 09242088 |

## Mülsen
| Bild                                    | Bezeichnung                                                         | Lage                       | Datierung                                                                 | Beschreibung | ID       |
| --------------------------------------- | ------------------------------------------------------------------- | -------------------------- | ------------------------------------------------------------------------- | --- | -------- |
| Direkt Bild zu diesem Denkmal hochladen | Gaswerk Mülsen St. Jacob                                            | Mülsen St. Jacob (Karte)   | bezeichnet 1908 (Gaswerk)                                                 | Gaswerksgebäude; dreischiffige Anlage in neoromanischer Formensprache, Dokument für Ortsentwicklung, technische Entwicklung und Infrastruktur, Ziegelbau verputzt mit Klinkerund Kunststeingliederung                                                                                           | 08990215 |
| Direkt Bild zu diesem Denkmal hochladen | Brücke                                                              | Mülsen St. Jacob (Karte)   | Mitte 19. Jahrhundert (Straßenbrücke)                                     | Bogenbrücke aus Bruchsteinmauerwerk über den Mülsenbach, landschaftstypischer Verkehrsbau | 08990231 |
| Direkt Bild zu diesem Denkmal hochladen | Brücke                                                              | Mülsen St. Micheln (Karte) | bezeichnet 1862 (Straßenbrücke)                                           | Bogenbrücke aus Natursteinmauerwerk, einzige aus dem 19. Jahrhundert erhaltene Brücke über den Mülsenbach in Mülsen St. Micheln, auch technikgeschichtlich von Bedeutung | 08990099 |
| Direkt Bild zu diesem Denkmal hochladen | Textilwerke Mülsen St. Micheln; Firma Otto Bößneck (ehem.)          | Mülsen St. Micheln (Karte) | 1895 (Fabrikgebäude); nach 1944 (Gedenktafel)                             | Fabrikgebäude mit Schornstein und Gedenktafel für verunglückte KZ-Häftlinge 1944 sowie Vorgarten; architektonisch ansprechender Industriebau mit zwei Turmbauten, von ortshistorischer Bedeutung                                                                                                | 08990083 |
| Direkt Bild zu diesem Denkmal hochladen | Claußmühle                                                          | Mülsen St. Niclas (Karte)  | 19. Jahrhundert (Sägemühle)                                               | Mühlengebäude (Nr. 25), Sägemühle mit Ausstattung (Nr. 26) und oberschlächtigem Antrieb, sowie Mühlgraben; als Mühle von ortsgeschichtlicher und technikhistorischer Bedeutung | 08990706 |
| Direkt Bild zu diesem Denkmal hochladen | Brückenpfeiler der Mülsengrundbahn                                  | Mülsen St. Niclas (Karte)  | um 1890 (Brückenpfeiler)                                                  | Zeugnis der örtlichen Verkehrsgeschichte | 08990323 |
| Weitere Bilder                          | Bahnhof Ortmannsdorf                                                | Mülsen St. Niclas (Karte)  | um 1870 (Bahnhof)                                                         | Empfangsgebäude (St. Niclaser Hauptstraße 131) mit angebautem Güterschuppen, Nebengebäude (Ortmannsdorfer Straße 6a) sowie Lokschuppen (St. Niclaser Hauptstraße 122b) eines Bahnhofes; markante Gebäude einer dörflichen Bahnanlage, von verkehrsgeschichtlicher und ortshistorischer Relevanz | 09237875 |
| Direkt Bild zu diesem Denkmal hochladen | Mülsengrundbahn; Schrankenstein                                     | Niedermülsen               | 1886 (Sicherungs- und Signalanlagen)                                      | Sicherungs- und Signalanlage (Schrankenstein) an der Trasse der ehemaligen Mülsengrundbahn; Zeugnis der Orts- und Verkehrsgeschichte, aus Naturstein, Seltenheitswert | 09246632 |
| Direkt Bild zu diesem Denkmal hochladen | Myriameterstein der Mülsengrundbahn zwischen Mosel und Ortmannsdorf | Niedermülsen               | 1886 (Kilometerstein); um 1900 (Vermessungseinrichtungen und Grenzsteine) | seltene Vermessungsmarke der Jahrhundertwende, verkehrsgeschichtlich und technikgeschichtlich von Bedeutung | 09246631 |
| Direkt Bild zu diesem Denkmal hochladen | Brücke als Hofzufahrt                                               | Ortmannsdorf (Karte)       | 19. Jahrhundert (Straßenbrücke)                                           | Steinbogenbrücke, von bau- und verkehrsgeschichtlicher Bedeutung | 09237887 |
| Direkt Bild zu diesem Denkmal hochladen | Alte Mühle Ortmannsdorf                                             | Ortmannsdorf (Karte)       | 18. Jahrhundert (Mühle)                                                   | Wohnmühlenhaus; Zeugnis des dörflichen Handwerks, von ortshistorischer und baugeschichtlicher Bedeutung | 09237876 |
| Direkt Bild zu diesem Denkmal hochladen | Firma Fritz Nitschke (ehem.)                                        | Ortmannsdorf (Karte)       | um 1910 (Textilindustrie)                                                 | Fabrikanlage mit Produktionsgebäude, Schornstein und Schuppen; Zeugnis der dörflichen Industrialisierung um 1900 von ortsgeschichtlicher und siedlungsbildprägender Bedeutung, Formen zwischen Reformstil und Neobarock, technikgeschichtlich wichtig                                           | 09237871 |
| Direkt Bild zu diesem Denkmal hochladen | Brücke                                                              | Ortmannsdorf (Karte)       | 19. Jahrhundert (Straßenbrücke)                                           | Steinbogenbrücke, Teil der alten Orts- und Wegestruktur, verkehrsgeschichtliche Bedeutung | 09237867 |
| Direkt Bild zu diesem Denkmal hochladen | Brücke                                                              | Ortmannsdorf (Karte)       | 19. Jahrhundert (Straßenbrücke)                                           | Steinbogenbrücke, Teil der Orts- und Wegestruktur, verkehrsgeschichtliche Bedeutung | 09237864 |
| Direkt Bild zu diesem Denkmal hochladen | Transformatorenhaus                                                 | Thurm (Karte)              | 1906 (Transformatorenstation)                                             | hölzernes Transformatorenhaus, sich einfühlsam in den baulichen Kontext des Dorfes einordnender Bau, Dokument der Elektrifizierung und daher von ortshistorischem Interesse | 08990153 |

## Neukirchen/Pleiße
| Bild                                    | Bezeichnung                                                                   | Lage                      | Datierung                                 | Beschreibung | ID       |
| --------------------------------------- | ----------------------------------------------------------------------------- | ------------------------- | ----------------------------------------- | --- | -------- |
| Direkt Bild zu diesem Denkmal hochladen | Gräfenmühle                                                                   | Neukirchen/Pleiße (Karte) | 1725 (Mühle)                              | Mühle mit Wohnhaus (Umgebindehaus) und drei Seitengebäuden; baugeschichtlich, technikgeschichtlich und wirtschaftshistorisch von Bedeutung, geschlossene Hofanlage in landschaftstypischer Bauweise (Fachwerk) mit seltenem Umgebinde                                                                          | 09243759 |
| Direkt Bild zu diesem Denkmal hochladen | Elektrizitätswerk                                                             | Neukirchen/Pleiße (Karte) | 1. Drittel 20. Jahrhundert (Kraftwerk)    | baugeschichtlich, ortsgeschichtlich, technikgeschichtlich und künstlerisch von Bedeutung, Fabrikkomplex als Ziegelbau, bestehend aus mehreren Gebäuden, typischer sächsischer Industriekomplex des beginnenden 20. Jahrhunderts in gutem Originalzustand, Anklänge an die Reformarchitektur der Zeit nach 1900 | 09243789 |
| Direkt Bild zu diesem Denkmal hochladen | Königlich-Sächsische Meilensteine (Sachgesamtheit)                            | Neukirchen/Pleiße         | um 1860 (Meilenstein)                     | Meilenstein; verkehrshistorisch von Bedeutung | 09243762 |
| Direkt Bild zu diesem Denkmal hochladen | Wohnstallhaus, Seitengebäude, Scheune und Schmiedewerkstatt eines Bauernhofes | Neukirchen/Pleiße (Karte) | um 1800 (Bauernhof); 1900 (Schmiede)      | ortsgeschichtlich von Bedeutung als Dorfschmiede, geschlossen erhaltene Hofanlage in relativ gutem Originalzustand (Fachwerkbauten) | 09243557 |
| Direkt Bild zu diesem Denkmal hochladen | Textilfabrik, zwei Fabrikgebäude                                              | Neukirchen/Pleiße (Karte) | 2. Hälfte 19. Jahrhundert (Fabrikgebäude) | baugeschichtlich und ortsgeschichtlich von Bedeutung, neugotisch beeinflusster zeittypischer Fabrikbau in gutem Originalzustand | 09243750 |

## Niederfrohna
| Bild                                    | Bezeichnung  | Lage    | Datierung | Beschreibung | ID       |
| --------------------------------------- | ------------ | ------- | --- | --- | -------- |
| Direkt Bild zu diesem Denkmal hochladen | Wetzel-Mühle | (Karte) | 1562 (urkdl. erwähnt); um 1800 (Fachwerkgebäude); 2. H. 19. Jahrhundert (Scheune); um 1850, technische Ausstattung(?) | Mühlengebäude (einschließlich technischer Ausstattung) und Scheune; baugeschichtlich, ortsgeschichtlich und technikgeschichtlich von Bedeutung, voll funktionstüchtige Wassermühle mit oberschlächtigem Wasserrad, Fachwerkgebäude, zum Teil Massivbauten | 09233477 |

## Oberlungwitz, Stadt
| Bild                                    | Bezeichnung | Lage    | Datierung | Beschreibung | ID       |
| --------------------------------------- | --- | ------- | --- | --- | -------- |
| Direkt Bild zu diesem Denkmal hochladen | Königlich-Sächsische Meilensteine (Sachgesamtheit)                                                                                       | (Karte) | um 1858 (Meilenstein)                                                                                            | Meilenstein; verkehrsgeschichtlich von Bedeutung | 09235909 |
| Direkt Bild zu diesem Denkmal hochladen | ROGO-Werke; FTO-Werke; Strumpffabrik Robert Götze und Strumpffabrik Friedrich Tauscher (ehem.); später VEB Feinstrumpfwerke Oberlungwitz | (Karte) | 1. Drittel 20. Jahrhundert (Fabrikkomplex Strumpffabrik); bezeichnet 1790 (Wohnhaus); bezeichnet 1774 (Wohnhaus) | Strumpffabrik, Fabrikanlage, bestehend aus zwei Fachwerk-Gebäuden und zwei Fabrikationsgebäuden im Fabrikgelände sowie drei Fabrikationsund Verwaltungsgebäuden entlang der Hofer Straße (ohne die ehemals vier einzeln stehenden zweigeschossigen Häuser) und Pförtnerhäuschen mit Brückenzufahrt (darauf zwei Figuren); baugeschichtlich, ortsgeschichtlich, künstlerisch und kunstgeschichtlich von Bedeutung, Ursprungsbauten barocke Wohnhäuser einer ehemaligen Mühle, Fachwerkbauten, eines mit prächtigem Segmentbogenportal, auf diesem Grundstück begann im 18. Jahrhundert die Strumpfproduktion, Verwaltungsbauten im Reformstil der Zeit um 1910, Fabrikgebäude als Klinkerbauten im Stil der Moderne von künstlerischer Bedeutung (Architekt: Friedrich Wagner-Poltrock, Chemnitz), eine der ältesten Strumpffabriken Deutschlands | 09235908 |

## Reinsdorf
| Bild                                    | Bezeichnung | Lage              | Datierung                                 | Beschreibung | ID       |
| --------------------------------------- | --- | ----------------- | ----------------------------------------- | --- | -------- |
| Direkt Bild zu diesem Denkmal hochladen | Sachgesamtheit Königlich-Sächsische Triangulierung ("Europäische Gradmessung im Königreich Sachsen"); Station 126 Reinsdorf | Reinsdorf (Karte) | 1859 (Triangulationssäule)                | Triangulationsstein, Station 3. Ordnung; bedeutendes Zeugnis der Geodäsie des 19. Jahrhunderts, vermessungsgeschichtlich von Bedeutung | 09238876 |
| Direkt Bild zu diesem Denkmal hochladen | Morgensternschacht V; Martin-Hoop-Schacht V                                                                                 | Reinsdorf (Karte) | bezeichnet 1935–1938 (Bergbauanlagenteil) | Schachtgebäude (Stahlbetonbau), Pumpenhaus und Halde mit Wetterschacht; wichtiges Zeugnis des Steinkohlenbergbaus in Reinsdorf, verwiesen sei auf die relativ späte Erschließung 1935–1938, bergbaugeschichtlich und technikgeschichtlich von Bedeutung | 09238824 |
| Direkt Bild zu diesem Denkmal hochladen | Historisches Steinkohlenabbaufeld Reinsdorf                                                                                 | Reinsdorf (Karte) | 1800–1926 (Halde)                         | Halde des ältesten Reinsdorfer Steinkohlenabbaugebietes; orts- und bergbauhistorische Bedeutung | 09238845 |
| Direkt Bild zu diesem Denkmal hochladen | Königlich-Sächsische Meilensteine (Sachgesamtheit)                                                                          | Reinsdorf (Karte) | um 1850 (Meilenstein)                     | Meilenstein; Halbmeilenstein am Straßenrand, in Sandstein, Zeugnis der sächsischen Verkehrsgeschichte | 09238813 |
| Weitere Bilder                          | Wilhelmschacht (Sachgesamtheit); Wilhelmschacht II und III                                                                  | Reinsdorf (Karte) | 1869–1936 (Halde)                         | Sachgesamtheitsbestandteil der Sachgesamtheit Wilhelmschacht: Halden der Wilhelmschächte II und III des Zwickau-Oberhohndorfer Steinkohlenbau-Vereins (Lage: zwischen Wiesenaue 2 und Lößnitzer Straße 1) (siehe auch Sachgesamtheitsdokument, Zwickau, Stadt, Wilhelmschacht I -Obj. 09247697); orts- und bergbauhistorische Bedeutung | 09238846 |
| Direkt Bild zu diesem Denkmal hochladen | Morgensternschacht I | Reinsdorf (Karte) | 1867–1909 (Halde)                         | Halden des Reinsdorfer Steinkohlenreviers Morgensternschacht I; ortsbildprägende Haldenlandschaft, orts- und bergbauhistorischer Dokumentationswert | 09238828 |
| Direkt Bild zu diesem Denkmal hochladen | Heimat und Bergbaumuseum Reinsdorf; Morgensternschacht II (Sachgesamtheit)                                                  | Reinsdorf (Karte) | 1872–1927 (Bergbauanlage)                 | Sachgesamtheit Morgensternschacht II, mit folgenden Einzeldenkmalen: Gebäude des ehemaligen Morgensternschachtes II mit Förderturm, Wetterschacht, Mannschaftsgebäude (Nr. 9) und Schmiede (Nr. 11), Expeditionsgebäude, Obersteiger-Wohnhaus (Nr. 15) und Wohnbau (Nr. 13) (siehe auch Einzeldenkmalliste, gleiche Anschrift -Obj. 09238877) sowie den Sachgesamtheitsteilen: Halde und ehemalige Zimmerei (Nr. 7); eindrücklicher, heute teilweise museal genutzter Komplex des Steinkohlebergbaus im Zwickauer Revier mit hohem Dokumentationswert | 09238875 |
| Direkt Bild zu diesem Denkmal hochladen | Florentin-Kästner-Schacht II; Morgensternschacht VIII; Martin-Hoop-Schacht VIII                                             | Reinsdorf (Karte) | 1872–1957 (Halde)                         | Halde des Florentin-Kästner-Schachtes II; die Kulturlandschaft prägende Bergbauhalde mit orts- und sozialhistorischer Bedeutung | 09238924 |
| Direkt Bild zu diesem Denkmal hochladen | Florentin-Kästner-Schacht I; Morgensternschacht VII; Martin-Hoop-Schacht VII                                                | Reinsdorf (Karte) | 1868–1871 (Halde)                         | Schachtgebäude des Morgensternschachtes VII und angrenzende Halden; Zeugnis des Steinkohlenbergbaus im Zwickauer Land, sowohl das mächtige Klinkergebäude als auch die recht großflächige Abraumhalde mit ortsbildprägender Wirkung | 09238838 |
| Direkt Bild zu diesem Denkmal hochladen | Brücke über den Reinsdorfer Bach                                                                                            | Reinsdorf (Karte) | 19. Jahrhundert (Brücke)                  | Natursteinbogenbrücke (mit Schlussstein) als Zufahrtsweg zur Hofanlage Straße der Befreiung 50, ortsbildprägend und technikgeschichtlich von Bedeutung | 09238862 |
| Direkt Bild zu diesem Denkmal hochladen | Brücke über den Reinsdorfer Bach                                                                                            | Reinsdorf (Karte) | bezeichnet 1794 (Brücke)                  | Natursteinbogenbrücke (mit Schlussstein) als Zufahrt zur Straße der Befreiung 72, ortsbildprägend und technikgeschichtlich von Bedeutung | 09238852 |
| Direkt Bild zu diesem Denkmal hochladen | Brücke über den Reinsdorfer Bach                                                                                            | Reinsdorf (Karte) |                                           | Natursteinbogenbrücke, Weg zwischen Straße der Befreiung 98 und 100, ortsbildprägend und technikgeschichtlich von Bedeutung | 09238851 |
| Direkt Bild zu diesem Denkmal hochladen | Brücke über den Reinsdorfer Bach                                                                                            | Reinsdorf (Karte) | bezeichnet 1800 (Brücke)                  | Natursteinbogenbrücke als Zufahrt zur Wiesenaue 20, ortsbildprägend und technikgeschichtlich von Bedeutung | 09238856 |
| Direkt Bild zu diesem Denkmal hochladen | Wegestein | Vielau (Karte)    | um 1910 (Wegestein)                       | Granitstele, verkehrsgeschichtlich von Bedeutung | 09238788 |
| Direkt Bild zu diesem Denkmal hochladen | Brücke über den Dorfbach | Vielau (Karte)    | um 1880 (Brücke)                          | Natursteinbogenbrücke, Zugang zu Hof 10 und Hauptstraße 68, ortsbildprägend und technikgeschichtlich von Bedeutung | 09238778 |
| Direkt Bild zu diesem Denkmal hochladen | Brücke über den Dorfbach | Vielau (Karte)    | um 1880 (Brücke)                          | Natursteinbogenbrücke an der Einfahrt des Weges zu den Hofanlagen Nr. 16 und 18, ortsbildprägend und technikgeschichtlich von Bedeutung | 09238768 |
| Direkt Bild zu diesem Denkmal hochladen | Brücke über den Dorfbach | Vielau (Karte)    | um 1880 (Brücke)                          | Natursteinbogenbrücke als Zufahrt zu Hof 34, ortsbildprägend und technikgeschichtlich von Bedeutung | 09238706 |
| Direkt Bild zu diesem Denkmal hochladen | Brücke über den Dorfbach | Vielau (Karte)    | um 1880 (Brücke)                          | Natursteinbogenbrücke, Zufahrt zu Hof 36 und Fröhlichweg 2, ortsbildprägend und technikgeschichtlich von Bedeutung | 09238694 |
| Direkt Bild zu diesem Denkmal hochladen | Brücke über den Dorfbach | Vielau (Karte)    | um 1880 (Brücke)                          | Natursteinbogenbrücke über den Dorfbach als Zufahrt zu Hof 42, ortsbildprägend und technikgeschichtlich von Bedeutung | 09238697 |
| Direkt Bild zu diesem Denkmal hochladen | Brücke über den Dorfbach | Vielau (Karte)    | um 1880 (Brücke)                          | Natursteinbogenbrücke als Zufahrt zu Hof 48, ortsbildprägend und technikgeschichtlich von Bedeutung | 09238704 |
| Direkt Bild zu diesem Denkmal hochladen | Alte Brauerei | Vielau (Karte)    | 1907–1969 (Technische Ausstattung)        | Ausstattung der ehemaligen Brauerei Vielau; Brauereiausstattung u. a. Transmission, Lagertanks, Läuterbottich, Kühlschiff, heute in musealer Präsentation, technikgeschichtlich von Bedeutung | 09238923 |

## Remse
| Bild                                    | Bezeichnung                                   | Lage          | Datierung | Beschreibung | ID       |
| --------------------------------------- | --------------------------------------------- | ------------- | --- | --- | -------- |
| Direkt Bild zu diesem Denkmal hochladen | Muldentalbahn (Sachgesamtheit); Bahnhof Remse | Remse (Karte) | um 1875 (Personenbahnhof); 1875 (altes Empfangsgebäude); 1888 (neues Empfangsgebäude); 1875 (Wirtschaftsgebäude); um 1875 (Güterschuppen) | Einzeldenkmale in der o. g. Sachgesamtheit: altes und neues Empfangsgebäude mit angebautem Güterschuppen und Wirtschaftsgebäude des Bahnhofs Remse; (siehe Sachgesamtheitsliste -Obj. 09306181), in wesentlichen Teilen im ursprünglichen Zustand erhalten und den einheitlichen Charakter der Bahnhofsbauten der Eisenbahnstrecke Glauchau-Wurzen (Muldentalbahn) repräsentierend, baugeschichtlich und eisenbahngeschichtlich von Bedeutung, Gründerzeitgebäude mit Anklängen an den Schweizerstil | 09303676 |
| Direkt Bild zu diesem Denkmal hochladen | Muldentalbahn (Sachgesamtheit)                | Remse (Karte) | um 1875 (Sachgesamtheitsbestandteil); um 1875 (Gleise)                                                                                    | Sachgesamtheitsbestandteil der Sachgesamtheit Muldentalbahn, Teilabschnitt Remse, OT Remse mit dem Einzeldenkmal: Bahnhof Remse (siehe Einzeldenkmalliste -Obj. 09303676, siehe auch Sachgesamtheitsliste -Obj. 09306181, Glauchau, Rosa-Luxemburg-Straße 3); Sachgesamtheit mit allen Bahnanlagen, darunter Gleisanlagen mit Unterund Oberbau, Streckenkilometrierung, Fernmeldeund Signalanlagen, Bahnstationen einschließlich aller Funktionsbauten, Wärterhäuschen, Brücken und Durchlässen in den Gemeinden Glauchau, Stadt (OT Glauchau, Kleinbernsdorf, Reinholdshain), Limbach-Oberfrohna, Stadt (OT Wolkenburg-Kaufungen), Remse (OT Remse), Waldenburg (OT Niederwinkel, Oberwinkel, Waldenburg), Lunzenau, Stadt (OT Lunzenau, Cossen, Rochsburg), Penig, Stadt (OT Markersdorf, Penig, Amerika, Arnsdorf, Thierbach, Zinnberg), Rochlitz, Stadt (OT Penna, Rochlitz), Seelitz (OT Fischheim, Seelitz, Biesern, Steudten), Colditz (OT Colditz, Lastau, Möseln, Sermuth, Zschetzsch), Grimma, Stadt (OT Großbothen), für die Industrieentwicklung des Muldentals wichtige und landschaftsbildende prägende Normalspurbahn, wirtschaftsgeschichtlich, eisenbahngeschichtlich, landschaftsgestaltend sowie regionalgeschichtlich von Bedeutung | 09306194 |

## Schönberg
| Bild                                    | Bezeichnung | Lage              | Datierung                             | Beschreibung | ID       |
| --------------------------------------- | --- | ----------------- | ------------------------------------- | --- | -------- |
| Direkt Bild zu diesem Denkmal hochladen | Sachgesamtheit Königlich-Sächsische Triangulierung ("Europäische Gradmessung im Königreich Sachsen"); Station 121 Pfaffroda | Schönberg (Karte) | bezeichnet 1875 (Triangulationssäule) | Triangulationssäule; Station der Königlich-Sächsischen Triangulation, Netz 2. Ordnung, wissenschaftsgeschichtlich und technikgeschichtlich von Bedeutung                                                     | 09242422 |
| Direkt Bild zu diesem Denkmal hochladen | Windmühle Tettau | Tettau (Karte)    | vermutlich 1838/1839 (Mühle)          | Turmholländer mit technischer Ausstattung; frühe Bauform der Turmwindmühle in Sachsen, Zeugnis der ländlichen Versorgung, versorgungsgeschichtlich, ortsgeschichtlich und technikgeschichtlich von Bedeutung | 09242456 |
| Direkt Bild zu diesem Denkmal hochladen | Wohnhaus, ehemals Schmiede                                                                                                  | Tettau (Karte)    | 1758 (Wohnhaus)                       | ortsgeschichtlich von Bedeutung, mit Fachwerk-Obergeschoss, ortsbildprägende Lage nahe der Kirche | 09242468 |
| Direkt Bild zu diesem Denkmal hochladen | Transformatorenhäuschen | Tettau (Karte)    | um 1910 (Transformatorenstation)      | technikgeschichtlich von Bedeutung, zum Teil in Fachwerk (Seltenheitswert) | 09242480 |

## St. Egidien
| Bild                                    | Bezeichnung                                                             | Lage                 | Datierung                       | Beschreibung | ID       |
| --------------------------------------- | ----------------------------------------------------------------------- | -------------------- | ------------------------------- | --- | -------- |
| Direkt Bild zu diesem Denkmal hochladen | Kunze-Mühle                                                             | Kuhschnappel (Karte) | 18. Jahrhundert (Getreidemühle) | Mühlenwohnhaus, Mahlmühlengebäude, Mühlgraben und Mühlentechnik der ehemaligen Mahlund Schneidemühle; Gebäudekomplex von großer baugeschichtlicher, ortsgeschichtlicher, ortsbildprägender und technikgeschichtlicher Bedeutung, technisches Denkmal | 09235863 |
| Direkt Bild zu diesem Denkmal hochladen | Wegestein                                                               | Kuhschnappel (Karte) | 19. Jahrhundert (Wegestein)     | verkehrsgeschichtlich von Bedeutung | 09303693 |
| Weitere Bilder                          | Bahnhof St. Egidien                                                     | St. Egidien (Karte)  | 1858 (Empfangsgebäude)          | Empfangsgebäude des Bahnhofs; baugeschichtlich und eisenbahngeschichtlich von Bedeutung, Gründerzeitgebäude | 09235937 |
| Direkt Bild zu diesem Denkmal hochladen | Brücke über den Lungwitzbach, zwischen Lungwitzer Straße und Lessingweg | St. Egidien (Karte)  | 19. Jahrhundert (Straßenbrücke) | technikgeschichtlich und baugeschichtlich von Bedeutung, Steinbogenbrücke | 09235936 |
| Direkt Bild zu diesem Denkmal hochladen | Viadukt Lungwitzbachtal                                                 | St. Egidien (Karte)  | 1879 (Eisenbahnbrücke)          | Eisenbahnbrücke über die Lungwitzer Straße und den Lungwitzbach; baugeschichtlich und eisenbahngeschichtlich von Bedeutung | 09236136 |
| Direkt Bild zu diesem Denkmal hochladen | Fabrikgebäude mit seitlicher Einfriedung                                | St. Egidien (Karte)  | 1905 (Strumpffabrik)            | ortsgeschichtlich und ortsbildprägend von Bedeutung, Strumpffabrik, gründerzeitliche Fassade mit weißglasierten Ziegeln | 09235691 |
| Direkt Bild zu diesem Denkmal hochladen | Wohnstallhaus, ursprünglich zur Brauerei gehörend                       | St. Egidien (Karte)  | bezeichnet 1842 (Wohnstallhaus) | baugeschichtlich von Bedeutung, Fachwerkbau | 09236145 |

## Waldenburg, Stadt
| Bild                                    | Bezeichnung                                                                                        | Lage                 | Datierung                                                        | Beschreibung | ID       |
| --------------------------------------- | -------------------------------------------------------------------------------------------------- | -------------------- | ---------------------------------------------------------------- | --- | -------- |
| Direkt Bild zu diesem Denkmal hochladen | Muldentalbahn (Sachgesamtheit); Bahnwärterhäuschen                                                 | Niederwinkel (Karte) | 1875 (Bahnwärterhaus)                                            | Einzeldenkmal in der o. g. Sachgesamtheit: Bahnwärterhaus; (siehe Sachgesamtheitsliste -Obj. 09306181), Typenbau eines Wärterhäuschens der Eisenbahnstrecke Glauchau-Wurzen (Muldentalbahn), Bahnkilomenter 9, 7, ohne Nebengebäude und Anbau, Holzverblendung nachträglich angebracht, eisenbahngeschichtlich von Bedeutung | 09306101 |
| Direkt Bild zu diesem Denkmal hochladen | Haublermühle (ehem.)                                                                               | Niederwinkel (Karte) | 1. Hälfte 18. Jahrhundert (Mühle)                                | Mühle mit Mühlteichen; ortsgeschichtlich, technik- und baugeschichtlich von Bedeutung, Fachwerkbau | 09242215 |
| Direkt Bild zu diesem Denkmal hochladen | Muldentalbahn (Sachgesamtheit)                                                                     | Niederwinkel (Karte) | um 1890 (Bahnwärterhaus); 1875 (Signalanlagen)                   | Sachgesamtheitsbestandteil der Sachgesamtheit Muldentalbahn, Teilabschnitt Waldenburg, OT Niederwinkel mit dem Einzeldenkmal: Bahnwärterhäuschen (siehe Einzeldenkmalliste -Obj. 09306101) sowie dem Sachgesamtheitsteil Bahnwärterhaus (siehe auch Sachgesamtheitsliste -Obj. 09306181, Glauchau, Rosa-Luxemburg-Straße 3); Sachgesamtheit mit allen Bahnanlagen, darunter Gleisanlagen mit Unterund Oberbau, Streckenkilometrierung, Fernmeldeund Signalanlagen, Bahnstationen einschließlich aller Funktionsbauten, Wärterhäuschen, Brücken und Durchlässen in den Gemeinden Glauchau, Stadt (OT Glauchau, Kleinbernsdorf, Reinholdshain), Limbach-Oberfrohna, Stadt (OT Wolkenburg-Kaufungen), Remse (OT Remse), Waldenburg (OT Niederwinkel, Oberwinkel, Waldenburg), Lunzenau, Stadt (OT Lunzenau, Cossen, Rochsburg), Penig, Stadt (OT Markersdorf, Penig, Amerika, Arnsdorf, Thierbach, Zinnberg), Rochlitz, Stadt (OT Penna, Rochlitz), Seelitz (OT Fischheim, Seelitz, Biesern, Steudten), Colditz (OT Colditz, Lastau, Möseln, Sermuth, Zschetzsch), Grimma, Stadt (OT Großbothen), für die Industrieentwicklung des Muldentals wichtige und landschaftsbildende prägende Normalspurbahn, wirtschaftsgeschichtlich, eisenbahngeschichtlich, landschaftsgestaltend sowie regionalgeschichtlich von Bedeutung | 09306168 |
| Direkt Bild zu diesem Denkmal hochladen | Muldentalbahn (Sachgesamtheit)                                                                     | Oberwinkel (Karte)   | um 1875 (Bahnkörper)                                             | Sachgesamtheitsbestandteil der Sachgesamtheit Muldentalbahn, Teilabschnitt Waldenburg, OT Oberwinkel mit dem Einzeldenkmal: Brücke (siehe Einzeldenkmalliste -Obj. 09306093, siehe auch Sachgesamtheitsliste -Obj. 09306181, Glauchau, Rosa-Luxemburg-Straße 3); Sachgesamtheit mit allen Bahnanlagen, darunter Gleisanlagen mit Unterund Oberbau, Streckenkilometrierung, Fernmeldeund Signalanlagen, Bahnstationen einschließlich aller Funktionsbauten, Wärterhäuschen, Brücken und Durchlässen in den Gemeinden Glauchau, Stadt (OT Glauchau, Kleinbernsdorf, Reinholdshain), Limbach-Oberfrohna, Stadt (OT Wolkenburg-Kaufungen), Remse (OT Remse), Waldenburg (OT Niederwinkel, Oberwinkel, Waldenburg), Lunzenau, Stadt (OT Lunzenau, Cossen, Rochsburg), Penig, Stadt (OT Markersdorf, Penig, Amerika, Arnsdorf, Thierbach, Zinnberg), Rochlitz, Stadt (OT Penna, Rochlitz), Seelitz (OT Fischheim, Seelitz, Biesern, Steudten), Colditz (OT Colditz, Lastau, Möseln, Sermuth, Zschetzsch), Grimma, Stadt (OT Großbothen), für die Industrieentwicklung des Muldentals wichtige und landschaftsbildende prägende Normalspurbahn, wirtschaftsgeschichtlich, eisenbahngeschichtlich, landschaftsgestaltend sowie regionalgeschichtlich von Bedeutung | 09306196 |
| Direkt Bild zu diesem Denkmal hochladen | Muldentalbahn (Sachgesamtheit); Brücke                                                             | Oberwinkel (Karte)   | 1875 (Eisenbahnbrücke)                                           | Einzeldenkmal in der o. g. Sachgesamtheit: Brücke; (siehe Sachgesamtheitsliste -Obj. 09306181), Unterführung des Grünfelder Baches der Eisenbahnstrecke Glauchau-Wurzen (Muldentalbahn), Eisenbahnkilometer 6, 3, verkehrsgeschichtlich von Bedeutung | 09306093 |
| Direkt Bild zu diesem Denkmal hochladen | Transformatorenhäuschen                                                                            | Schlagwitz (Karte)   | 1. Hälfte 20. Jahrhundert (Transformatorenstation)               | technikgeschichtlich von Bedeutung | 09241203 |
| Direkt Bild zu diesem Denkmal hochladen | Muldentalbahn (Sachgesamtheit); Schrankenwärterhäuschen                                            | Waldenburg (Karte)   | 1875 (Sicherungs- und Signalanlagen)                             | Einzeldenkmal in der o. g. Sachgesamtheit: Schrankenwärterhaus mit Ausstattung; (siehe Sachgesamtheitsliste -Obj. 09306181), am Bahnkilometer 7, 8 der Eisenbahnstrecke Glauchau-Wurzen (Muldentalbahn) mit mechanischer Hebelbank, eines der wenigen an der Muldentalbahnstrecke erhaltenen Wärterhäuser dieser Art; technikgeschichtlich und eisenbahngeschichtlich von Bedeutung | 09306099 |
| Direkt Bild zu diesem Denkmal hochladen | Töpferei Grünert; Töpferei Schulze (ehem.)                                                         | Waldenburg (Karte)   | 19. Jahrhundert (Wohnhaus)                                       | Wohnhaus, Nebengebäude und Werkstattgebäude einer Töpferei (mit Kassler Langofen); technik- und ortsgeschichtlich von Bedeutung, Töpferei Grünert, ehemals Töpferei Schulze | 09242515 |
| Weitere Bilder                          | Muldentalbahn (Sachgesamtheit); Bahnhof Waldenburg                                                 | Waldenburg (Karte)   | 1875 (Personenbahnhof); 1895 (Angestelltenwohnhaus)              | Einzeldenkmale in der o. g. Sachgesamtheit: Empfangsgebäude, Freiabort, Pflaster, Bahnmeisterhaus, sowie Schrankenwärterhaus des Bahnhofs Waldenburg; (siehe Sachgesamtheitsliste -Obj. 09306181), eisenbahngeschichtliche bedeutend durch Station der Eisenbahnstrecke Glauchau-Wurzen (Muldentalbahn), bedeutende Anlage der Muldentalbahn und signifikant für Bahnhöfe sächsischer Nebenbahnen in Städten vergleichbarer Größe, die technikgeschichtliche Bedeutung resultiert aus der vorhandenen technischen Ausstattung des kleinen Schrankenwärterhäuschens am Hellmannsgrund, Gründerzeitgebäude mit Anklängen an den Schweizerstil verleihen dem Bahnhof baugeschichtlich von Bedeutung | 09303683 |
| Direkt Bild zu diesem Denkmal hochladen | Königlich-Sächsische Meilensteine (Sachgesamtheit)                                                 | Waldenburg (Karte)   | 19. Jahrhundert (Meilenstein)                                    | Meilenstein; verkehrsgeschichtlich von Bedeutung | 09242553 |
| Direkt Bild zu diesem Denkmal hochladen | Bankschließfachanlage "Victor" der Fa. Carl Kästner Geldschrankfabrik und Tresorbauanstalt Leipzig | Waldenburg (Karte)   | um 1910 (Ausstattung)                                            | seltenes Zeugnis des Schließfachund Tresorbaus vmtl. um 1910, als Produkt eines bedeutenden sächsischen Herstellers von Geldschränken und Tresoranlagen von technikgeschichtlicher Bedeutung | 09304576 |
| Direkt Bild zu diesem Denkmal hochladen | Muldentalbahn (Sachgesamtheit)                                                                     | Waldenburg (Karte)   | um 1880 (Bahnwärterhaus); 1875 (Eisenbahnbrücke)                 | Sachgesamtheitsbestandteil der Sachgesamtheit Muldentalbahn, Teilabschnitt Waldenburg, OT Waldenburg mit den Einzeldenkmalen: Schrankenwärterhäuschen (siehe Einzeldenkmalliste -Obj. 0906099), Bahnhof Waldenburg (siehe Einzeldenkmalliste -Obj. 09303683) sowie den Sachgesamtheitsteilen Durchlass durch den Hellmannsgrundbach und Bahnwärterhaus (siehe auch Sachgesamtheitsliste -Obj. 09306181, Glauchau, Rosa-Luxemburg-Straße 3); Sachgesamtheit mit allen Bahnanlagen, darunter Gleisanlagen mit Unterund Oberbau, Streckenkilometrierung, Fernmeldeund Signalanlagen, Bahnstationen einschließlich aller Funktionsbauten, Wärterhäuschen, Brücken und Durchlässen in den Gemeinden Glauchau, Stadt (OT Glauchau, Kleinbernsdorf, Reinholdshain), Limbach-Oberfrohna, Stadt (OT Wolkenburg-Kaufungen), Remse (OT Remse), Waldenburg (OT Niederwinkel, Oberwinkel, Waldenburg), Lunzenau, Stadt (OT Lunzenau, Cossen, Rochsburg), Penig, Stadt (OT Markersdorf, Penig, Amerika, Arnsdorf, Thierbach, Zinnberg), Rochlitz, Stadt (OT Penna, Rochlitz), Seelitz (OT Fischheim, Seelitz, Biesern, Steudten), Colditz (OT Colditz, Lastau, Möseln, Sermuth, Zschetzsch), Grimma, Stadt (OT Großbothen), für die Industrieentwicklung des Muldentals wichtige und landschaftsbildende prägende Normalspurbahn, wirtschaftsgeschichtlich, eisenbahngeschichtlich, landschaftsgestaltend sowie regionalgeschichtlich von Bedeutung | 09306131 |
| Direkt Bild zu diesem Denkmal hochladen | Mühlenkomplex Waldenburg, bestehend aus vier Gebäuden                                              | Waldenburg (Karte)   | nach 1811 (Mühle); ab 1961 (Mühlentechnik)                       | technikgeschichtlich, ortsgeschichtlich und baugeschichtlich von Bedeutung | 09242588 |
| Direkt Bild zu diesem Denkmal hochladen | Grünfelder Park (Sachgesamtheit); Wasserkraftwerk Waldenburg                                       | Waldenburg (Karte)   | bezeichnet 1925 (Kraftwerk)                                      | Einzeldenkmal der Sachgesamtheit Grünfelder Park: Elektrizitätswerk mit Kanal (siehe auch Sachgesamtheitsliste Obj. 09302564); orts- und technikgeschichtlich von Bedeutung, im Heimatstil gestaltete Bauten, liegt am Grünfelder Park | 09242484 |
| Direkt Bild zu diesem Denkmal hochladen | Töpferei am alten Ofen; Töpferei Chares (ehem.)                                                    | Waldenburg (Karte)   | um 1800 (Wohnhaus); 1902 (Kohlebrennofen); 1912 (Kohlebrennofen) | Wohnhaus und Töpferei (mit zwei Kohlebrennöfen); technik- und ortsgeschichtlich von Bedeutung | 09242626 |
| Direkt Bild zu diesem Denkmal hochladen | Wasserwerk der Stadt Meerane                                                                       | Waldenburg (Karte)   | bezeichnet 1900–1901 (Wasserwerk)                                | Wasserwerk, bestehend aus fünf Gebäuden und technischen Anlagen; technik- und ortsgeschichtlich von Bedeutung, Gründerzeitgebäude mit Klinkerfassaden | 09242627 |

## Werdau, Stadt
| Bild                                    | Bezeichnung | Lage                 | Datierung | Beschreibung | ID       |
| --------------------------------------- | --- | -------------------- | --- | --- | -------- |
| Weitere Bilder                          | Viadukt Langenhessen; Eisenbahnstrecke Leipzig–Hof                                                                                | Langenhessen (Karte) | 1843–1845 (Viadukt) | Eisenbahnviadukt; gehört zu den ersten größeren Eisenbahnviadukten Sachsens, gemauerte Pfeiler als Relikte einer frühen Eisenbahnbrücke mit ursprünglich hölzernen Überbauten von baugeschichtlicher und eisenbahngeschichtlicher Bedeutung, zudem landschaftsprägend | 09243716 |
| Direkt Bild zu diesem Denkmal hochladen | Tuchfabrik, Fabrikkomplex bestehend aus Fabrikgebäude (Nr. 54), Werkhalle (Nr. 56) und Wohnhaus mit Pforte (Nr. 52)               | Langenhessen (Karte) | nach 1900 (Textilindustrie); um 1930 (Pförtnerhaus) | zeittypische und landschaftstypische Fabrikanlage einschließlich des in gleicher Bauweise errichteten Wohn- und Pförtnerhauses mit qualitätvoller architektonischer Gestaltung in gutem Originalzustand | 09243592 |
| Weitere Bilder                          | Koberbachtalsperre | Langenhessen (Karte) | 1926 bis 1929 (Talsperre) | Koberbachtalsperre mit Staumauer; Brauchwassertalsperre mit dem ersten Erdschuttdamm Deutschlands, technikgeschichtlich von Bedeutung | 09243800 |
| Direkt Bild zu diesem Denkmal hochladen | Schneemühle | Langenhessen (Karte) | vermutlich 1745 (Mühle) | Mühlenwohnhaus, Torbogen und Reste der Hofpflasterung; repräsentatives Wohnhaus in gutem Originalzustand, als Teil der Schneemühle regionalhistorisch bedeutsam | 09243798 |
| Direkt Bild zu diesem Denkmal hochladen | Eisenbahnstrecke Werdau–Mehltheuer; Sachgesamtheit Werdauer Waldeisenbahn                                                         | Leubnitz (Karte)     | 1874–1876 (Eisenbahnanlage) | Sachgesamtheitsbestandteil Werdauer Waldeisenbahn mit ihren Bahnanlagen, darunter Gleisund Signalanlagen, Bahnstationen und Brücken in der Stadt Werdau (OT Werdau, Leubnitz) sowie in der Gemeinde Langenbernsdorf (OT Langenbernsdorf, Trünzig), davon gehören zum Teilabschnitt Werdau, OT Leubnitz: die Sachgesamtheitsteile Unterbau, Oberbau, Signalanlagen, Fernmeldeanlagen und Streckenkilometrierung; wichtige Abfuhrstrecke für westsächsische Steinkohle nach Thüringen sowie für Seelingstädter Urankonzentrat in Richtung der UdSSR, damit die Region über die Landesgrenze hinaus stark prägend und wirtschaftsgeschichtlich, eisenbahngeschichtlich sowie regionalgeschichtlich von Bedeutung (siehe auch das Sachgesamtheitsdokument im OT Werdau -Obj. 09305659 sowie die Sachgesamtheitsbestandteildokumente in Langenbernsdorf, OT Langenbernsdorf -Obj. 09305661 und in Langenbernsdorf, OT Trünzig -Obj. 09305662) | 09305660 |
| Weitere Bilder                          | Viadukt Leubnitz; Eisenbahnstrecke Leipzig–Hof                                                                                    | Leubnitz (Karte)     | 1844/1845 (Viadukt) | Eisenbahnviadukt; erstes großes Ingenieurbauwerk der Strecke, Vorbildbauwerk für die Göltzschtalbrücke, trotz baulicher Veränderungen von baugeschichtlicher und eisenbahngeschichtlicher Bedeutung, zudem bildprägend für das östlich gelegene Stadtgebiet (städtebauliche Wirkung der Westseite durch den parallelen Straßenbrückenneubau aufgehoben) | 09243830 |
| Weitere Bilder                          | Römertal-Viadukt; Eisenbahnstrecke Dresden–Werdau                                                                                 | Steinpleis (Karte)   | 1843–1845 (Viadukt) | Eisenbahnviadukt; zu den ersten größeren Eisenbahnviadukten Sachsens gehörig, von baugeschichtlicher und eisenbahngeschichtlicher Bedeutung, zudem landschaftsprägend | 09243679 |
| Weitere Bilder                          | Viadukt Steinpleis | Steinpleis (Karte)   | 1844–1845 (Viadukt) | Eisenbahnviadukt; gehört zu den ersten größeren Eisenbahnviadukten Sachsens, trotz des veränderten Überbaus weitgehend authentisches Erscheinungsbild, von baugeschichtlicher und eisenbahngeschichtlicher Bedeutung, zudem ortsbildprägend | 09243678 |
| Direkt Bild zu diesem Denkmal hochladen | Brauerei R. Popp Steinpleis | Steinpleis (Karte)   | 1891 (Brauerei); 1891 (Stallgebäude) | Ehemalige Brauerei sowie Stallgebäude; zeittypische Klinkerbauten in sehr gutem Originalzustand von regionalhistorischer Bedeutung | 09302155 |
| Direkt Bild zu diesem Denkmal hochladen | Mühle mit technischer Ausstattung                                                                                                 | Steinpleis (Karte)   | 1926 (Mühle) | ortsgeschichtlich und technikgeschichtlich von Bedeutung | 09243672 |
| Direkt Bild zu diesem Denkmal hochladen | Wehranlage am Neumarker Bach | Steinpleis (Karte)   | 19. Jahrhundert (Wehr) | technikgeschichtlich von Bedeutung | 09243818 |
| Direkt Bild zu diesem Denkmal hochladen | Sachgesamtheit Königlich-Sächsische Triangulierung ("Europäische Gradmessung im Königreich Sachsen"); Station 123 Oberalbertsdorf | Werdau               | 1859 (Trigonometrischer Punkt) | Trigonometrischer Punkt; Dreiecksnetz für das Erzgebirgische Kohlenbassin, vermessungsgeschichtlich und technikgeschichtlich von Bedeutung | 09305045 |
| Direkt Bild zu diesem Denkmal hochladen | Annoncenuhr | Werdau (Karte)       | 1891 (Uhrenund Wettersäule) | Meteorologische Annoncenuhr; technikgeschichtlich bedeutsam | 09243142 |
| Direkt Bild zu diesem Denkmal hochladen | Tuchfabrik Otto Ullrich (ehem.)                                                                                                   | Werdau (Karte)       | bezeichnet 1892 (Ladenvorbau, Nr. 87); 1872 (Nr. 89); 1896 (Dampfmaschine); um 1925 (Einfriedung); um 1925 (Toreinfahrt)                                               | Tuchfabrik mit Kontorgebäude (Nr. 89) und zwei hinten angebauten Baukörpern sowie mit eingeschossigem straßenbegleitendem Verkaufsund Ausstellungsgebäude (Nr. 87), Dampfmaschine, Einfriedung mit Einfahrt, Pflasterung innerhalb des Fabrikgeländes und auf dem Fußweg vor der Fabrik; verkaufsund Ausstellungsbau von Baumeister Otto Möbius eingeschossig, neubarocke Bogenarchitektur mit aufgesetzter Balustrade, winkelt südlich nach hinten zur Fabrik ab, Kontorgebäude viergeschossig mit flachem Dach und Fries aus dem Tuchmachergewerbe, erster Anbau nach hinten fünfgeschossig, in die Kleine Brüderstraße 2 übergehend (siehe auch dort), im Erdgeschoß über beide Häuser Speisesaal und Küche sowie die Einzylinder-Dampfmaschine aus der Feldschlößchen-Brauerei Werdau, zweiter (östlicher) Anbau als Fabrikationsgebäude zweigeschossig mit Pultdach, Pflaster alles Naturstein, Einfriedung mit geschwungener Einfahrt Granitsockel und pfeiler mit schmiedeeisernem Gitter um 1925, baugeschichtlich und ortsgeschichtlich von Bedeutung                                                                                   | 09243141 |
| Direkt Bild zu diesem Denkmal hochladen | Wohnhaus in halboffener Bebauung, ehemaliges Kontorhaus                                                                           | Werdau (Karte)       | um 1880 (Wohnhaus) | baugeschichtlich und ortsgeschichtlich von Bedeutung, Gründerzeitgebäude, ehemaliges Kontorhaus der Aderholdschen Spinnerei, heute Wohnhaus und Gaststätte | 09243147 |
| Direkt Bild zu diesem Denkmal hochladen | Gießereigebäude | Werdau               | um 1880 (Montanindustrie) | Klinker, einzeln stehender Bau, ehemals erfasst unter Grünanger/Langenhessen, baugeschichtlicher und wirtschaftsgeschichtlicher Wert | 09243262 |
| Direkt Bild zu diesem Denkmal hochladen | Baumgartensches Haus und Schmelzersches Haus                                                                                      | Werdau (Karte)       | bezeichnet 1781 (Baumgartensches Haus); bezeichnet 1830 (Schmelzersches Haus); 1899 (Dampfmaschine); 2. Hälfte 19. Jahrhundert (Fabrik); 19. Jahrhundert (Meilenstein) | Denkmalensemble, bestehend aus Baumgartenschem Haus (ehemaliges Forsthaus, heute Museum, Holzstraße 2), Schmelzerschem Haus (zum Museum gehörend, Holzstraße 4), Dampfmaschine mit Maschinenhaus und benachbartem Fabrikgebäude (neben dem Museumsgarten, Uferstraße 1) und Königlich-Sächsische Meilensteine (im Museumsgarten) sowie Einfriedung zum Grundstück und Hofpflaster (zum Ensemble zählt auch die Villa Uferstraße 2a); baugeschichtlich, ortsgeschichtlich und künstlerisch von Bedeutung, die älteren Gebäude von barocker Wirkung, die Dampfmaschine von 1899 bedeutendes technisches Denkmal (erste ihrer Art in Deutschland, die Dampf über Fernleitungen bekam) | 09243269 |
| Direkt Bild zu diesem Denkmal hochladen | Transformatorenhäuschen | Werdau (Karte)       | um 1920 (Transformatorenstation) | technik- und baugeschichtlicher Wert | 09243279 |
| Direkt Bild zu diesem Denkmal hochladen | Maschinenfabrik Ditus (ehem.) | Werdau (Karte)       | um 1900 (Fabrik) | Maschinenfabrik; baugeschichtlich, ortsgeschichtlich und technikgeschichtlich von Bedeutung, Gebäude der Gründerzeit | 09243295 |
| Direkt Bild zu diesem Denkmal hochladen | Haltepunkt Werdau West; Eisenbahnstrecke Werdau–Mehltheuer; Sachgesamtheit Werdauer Waldeisenbahn                                 | Werdau (Karte)       | 1916 (Haltepunkt) | Einzeldenkmale der Sachgesamtheit Werdauer Waldeisenbahn: Stationsgebäude, Abortgebäude, Wagenkasten sowie Bahnsteig mit hölzerner Bahnsteigüberdachung und Bahnsteigbeleuchtung; Bahnsteig inklusive Bahnsteigkanten aus Beton, authentisches Ensemble innerhalb der Sachgesamtheit Werdauer Waldeisenbahn, eisenbahngeschichtlich und ortsgeschichtlich von Bedeutung (siehe auch das Sachgesamtheitsdokument Werdauer Waldeisenbahn -Obj. 09305659) | 09243455 |
| Direkt Bild zu diesem Denkmal hochladen | Eisenbahnstrecke Werdau–Mehltheuer; Sachgesamtheit Werdauer Waldeisenbahn                                                         | Werdau (Karte)       | 1874–1876 (Eisenbahnanlage) | Sachgesamtheit Werdauer Waldeisenbahn mit ihren Bahnanlagen, darunter Gleisund Signalanlagen, Bahnstationen und Brücken in der Stadt Werdau (OT Werdau, Leubnitz) sowie in der Gemeinde Langenbernsdorf (OT Langenbernsdorf, Trünzig), davon gehören zum Teilabschnitt Werdau, OT Werdau: die Einzeldenkmale Stationsgebäude, Abortgebäude, Wagenkasten sowie Bahnsteig mit hölzerner Bahnsteigüberdachung und Bahnsteigbeleuchtung des Haltepunkts Werdau West (siehe Einzeldenkmaldokument -Obj. 09243455) und die Sachgesamtheitsteile Unterbau, Oberbau, Signalanlagen, Fernmeldeanlagen, Streckenkilometrierung sowie zwei Eisenbahnbrücken; wichtige Abfuhrstrecke für westsächsische Steinkohle nach Thüringen sowie für Seelingstädter Urankonzentrat in Richtung der UdSSR, damit die Region über die Landesgrenze hinaus stark prägend und wirtschaftsgeschichtlich, eisenbahngeschichtlich sowie regionalgeschichtlich von Bedeutung (siehe auch die Sachgesamtheitsbestandteildokumente im OT Leubnitz -Obj. 09305660 sowie in Langenbernsdorf, OT Langenbernsdorf -Obj. 09305661 und in Langenbernsdorf, OT Trünzig -Obj. 09305662) | 09305659 |
| Direkt Bild zu diesem Denkmal hochladen | Werdauer Strickgarnspinnerei (ehem.)                                                                                              | Werdau (Karte)       | 1898 (Fabrikgebäude) | Spinnereigebäude mit Fabrikschornstein; baugeschichtlich und ortsgeschichtlich von Bedeutung, bemerkenswerte Industriearchitektur, markanter Shedbau | 09243456 |
| Direkt Bild zu diesem Denkmal hochladen | Textilmaschinenfabrik C. E. Schwalbe (ehem.)                                                                                      | Werdau (Karte)       | 1900 (2. Industriebau) | Fabrikgebäude; zwischen Kranzbergstraße und Zwickauer Straße gelegene Industriebauten der ehemaligen Firma Schwalbe, baugeschichtlich, ortsgeschichtlich und ortsbildprägend von Bedeutung | 09243318 |
| Direkt Bild zu diesem Denkmal hochladen | Transformatorenhäuschen | Werdau (Karte)       | um 1915 (Transformatorenstation) | technikgeschichtlich von Bedeutung | 09243521 |

## Wildenfels, Stadt
| Bild                                    | Bezeichnung                                                                                                 | Lage                | Datierung                                                               | Beschreibung | ID       |
| --------------------------------------- | --- | ------------------- | ----------------------------------------------------------------------- | --- | -------- |
| Direkt Bild zu diesem Denkmal hochladen | Wasserwerk Reinsdorf                                                                                        | Härtensdorf (Karte) | bezeichnet 1919/1920 (Pumpenhaus)                                       | Pumpenhaus des Wasserwerks Reinsdorf; bau- und technikgeschichtlich von Bedeutung | 08960552 |
| Direkt Bild zu diesem Denkmal hochladen | Niedere Mühle Schönau                                                                                       | Schönau (Karte)     | um 1820 (Mühle)                                                         | Ehemalige Mühle; mit Fachwerk-Obergeschoss, schöne Haustür mit geschnitztem Rankenornament, baugeschichtlich und ortsgeschichtlich von Bedeutung | 09245260 |
| Direkt Bild zu diesem Denkmal hochladen | Wohnhaus mit Schmiede                                                                                       | Schönau (Karte)     |                                                                         | altertümlicher Fachwerkbau mit vorkragender Schwelle, baugeschichtlich und ortsgeschichtlich von Bedeutung | 09245253 |
| Direkt Bild zu diesem Denkmal hochladen | Brücke über den Schönauer Bach                                                                              | Schönau (Karte)     | 19. Jahrhundert (Zufahrtsbrücke)                                        | Steinbogenbrücke zum Bauernhof, baugeschichtlich und ortsbildprägend von Bedeutung | 09245239 |
| Direkt Bild zu diesem Denkmal hochladen | Rothoder Kunzmühle                                                                                          | Schönau (Karte)     | 1728 (Wohnhaus); um 1700 (1. Seitengebäude); um 1750 (2. Seitengebäude) | Wohnstallhaus und zwei Seitengebäude einer Mühle; Mühlenkomplex mit bauhistorisch wertvollem Hausbestand (Fachwerkbauten, teils mit Fachwerkkonstruktionen aus dem frühen 18. Jahrhundert), ortsgeschichtlich, baugeschichtlich und technikgeschichtlich von Bedeutung | 09245245 |
| Direkt Bild zu diesem Denkmal hochladen | Kalkofen | Schönau (Karte)     | um 1926 (Kalkofen)                                                      | technikgeschichtlich von Bedeutung | 09245248 |
| Direkt Bild zu diesem Denkmal hochladen | Ehemalige Brauerei mit Wohnhaus, Seitengebäuden, Scheune, Bergkeller und Resten der technischen Ausstattung | Schönau (Karte)     | um 1900 (Brauerei)                                                      | ortsgeschichtlich und technikgeschichtlich von Bedeutung | 09245251 |
| Direkt Bild zu diesem Denkmal hochladen | Bahnhof Wiesenburg                                                                                          | Wiesenburg (Karte)  | 1870/1880 (Empfangsgebäude)                                             | Empfangsgebäude des Bahnhofs und Bahn-Unterführung; eisenbahngeschichtlich von Bedeutung | 08955897 |
| Direkt Bild zu diesem Denkmal hochladen | Straßenbrücke über die Zwickauer Mulde                                                                      | Wiesenburg (Karte)  |                                                                         | vierfeldrige Gewölbebrücke aus Sandsteinquader-Mauerwerk, baugeschichtlich und technikgeschichtlich von Bedeutung | 08955915 |
| Direkt Bild zu diesem Denkmal hochladen | Wasserwerk Zwickau                                                                                          | Wiesenburg (Karte)  | um 1890 (Wasserwerk)                                                    | Wasserwerk mit Maschinenhaus, Brunnenhaus, Verdüsungsanlage, Fischbauchklappenwehr und technischer Ausstattung; technikgeschichtlich von Bedeutung | 08955903 |
| Direkt Bild zu diesem Denkmal hochladen | Königsmühle (ehem.)                                                                                         | Wildenfels (Karte)  | letztes Drittel 19. Jahrhundert (Mühle)                                 | Wohnhaus in offener Bebauung; großes Wohnhaus der ehemaligen Königsmühle im Schweizerstil, zum Teil in Fachwerkbauweise, heimatgeschichtlicher Wert | 08962554 |
| Direkt Bild zu diesem Denkmal hochladen | Ernstmühle                                                                                                  | Wildenfels (Karte)  | um 1800 (Wohnstallhaus); 18. Jahrhundert (Scheune)                      | Ehemalige Mühle, mit Seitengebäude (Wohnstallhaus), Scheune, Einfriedung und Toreinfahrt (Wohnhaus 2009 abgebrochen); baugeschichtlich und ortsgeschichtlich von Bedeutung, Fachwerkbauten                                                                             | 08962527 |
| Direkt Bild zu diesem Denkmal hochladen | Teichmühle                                                                                                  | Wildenfels (Karte)  | 18. Jahrhundert (Mühlenwohnhaus); Mitte 19. Jahrhundert (Anbau)         | Wohnmühlenhaus und angebautes Nebengebäude sowie weiteres Nebengebäude eines Mühlenanwesens; ortsgeschichtlich von Bedeutung, mit Fachwerk-Obergeschoss | 08962528 |

## Wilkau-Haßlau, Stadt
| Bild                                    | Bezeichnung                                                       | Lage                  | Datierung                                   | Beschreibung | ID       |
| --------------------------------------- | ----------------------------------------------------------------- | --------------------- | ------------------------------------------- | --- | -------- |
| Direkt Bild zu diesem Denkmal hochladen | Alte Schmiede Culitzsch                                           | Culitzsch (Karte)     | vor 1800 (Schmiede)                         | Wohnhaus, ehemalige Schmiede; alte Dorfschmiede von Culitzsch in zentraler Ortslage, Fachwerkbau, Geschichts- und Volksbildungswert | 08985882 |
| Direkt Bild zu diesem Denkmal hochladen | Mühle                                                             | Silberstraße (Karte)  | Ende 19. Jahrhundert (Mühle)                | großer Putzbau mit Klinkerverzierungen, an der Mulde gelegen, technisches Denkmal, von wirtschaftsgeschichtlicher Bedeutung | 09268993 |
| Direkt Bild zu diesem Denkmal hochladen | Fußgängerbrücke                                                   | Silberstraße (Karte)  | 19. Jahrhundert (Fußgängerbrücke)           | Brücke mit drei Bogen aus Naturstein, über Muldenzufluss, ortsbildprägend und technikgeschichtlich von Bedeutung | 09268990 |
| Direkt Bild zu diesem Denkmal hochladen | Straßenbrücke                                                     | Silberstraße (Karte)  | Ende 19. Jahrhundert (Straßenbrücke)        | einbogig, aus Natursteinen, von verkehrsgeschichtlicher Bedeutung | 09266900 |
| Direkt Bild zu diesem Denkmal hochladen | Zwickauer Kammgarnspinnerei; Kammgarnspinnerei Schedewitz (ehem.) | Silberstraße (Karte)  | 1926 (Fabrikgebäude)                        | Verwaltungsgebäude mit Pförtnerhaus sowie Fabrikgebäude der Kammgarnspinnerei; Verwaltungsgebäude ein Zentralbau mit sechseckiger Kuppel und halbrundem Vorbau, Fabrikhallen mit Sheddächern und Verzierungen in Putz und Ziegel, von stadt- und wirtschaftsgeschichtlicher Bedeutung | 09266902 |
| Direkt Bild zu diesem Denkmal hochladen | Wasserhochbehälter                                                | Wilkau-Haßlau (Karte) | Anfang 20. Jahrhundert (Wasserhochbehälter) | Ziegelwand mit Bekrönung, ehemals zu den Dietelschen Fabrikanlagen gehörig, von technikgeschichtlicher Bedeutung | 09265560 |
| Direkt Bild zu diesem Denkmal hochladen | Wasserhochbehälter                                                | Wilkau-Haßlau (Karte) | Anfang 20. Jahrhundert (Wasserhochbehälter) | von technikgeschichtlicher Bedeutung, Putzbau mit Eckbetonung, Eingangstür mit Jugendstilornamenten | 09265543 |
| Weitere Bilder                          | Bahnhof Wilkau-Haßlau                                             | Wilkau-Haßlau (Karte) | 1868 (Personenbahnhof)                      | Bahnhof mit technischer Ausstattung und Nebengebäude; gründerzeitlicher Klinkerbau mit hölzernem Vorbau, in gutem Originalzustand, von eisenbahnhistorischer und stadtgeschichtlicher Bedeutung                                                                                       | 09266473 |
| Direkt Bild zu diesem Denkmal hochladen | Muldenbrücke                                                      | Wilkau-Haßlau (Karte) | um 1900 (Straßenbrücke)                     | Straßenbrücke über die Zwickauer Mulde; von orts-, verkehrsgeschichtlicher und städtebaulicher Bedeutung | 09266472 |
|                                         | Wegestein                                                         | Wilkau-Haßlau (Karte) | 19. Jahrhundert (Wegestein)                 | behauener Granit, von verkehrshistorischer Bedeutung | 09266474 |

## Zwickau, Stadt
| Bild                                    | Bezeichnung | Lage                                             | Datierung | Beschreibung | ID       |
| --------------------------------------- | --- | ------------------------------------------------ | --- | --- | -------- |
| Weitere Bilder                          | Schaderschacht | (Karte)                                          | 1861–1963 (Halde) | Halde des Schaderschachtes des Oberhohndorfer Schader-Steinkohlenbau-Vereins; markant das Ortsbild prägende Halde, 13, 7 ha / Höhe: 50 m, 3.000.000 m³ von bergbaugeschichtlicher Bedeutung | 09247699 |
| Weitere Bilder                          | Bockwaer Kohleneisenbahn | Bockwa (Karte)                                   | 1854 (Eisenbahndamm) | Bahndamm der ehemaligen fiskalischen Bockwaer Kohlebahn; eines der wenigen Zeugnisse des Steinkohlenbergbaus im Bockwaer Gebiet, von geschichtlicher Bedeutung | 09231688 |
| Weitere Bilder                          | Wasserhaltungsschacht | Bockwa (Karte)                                   | 1895 (Beamtenwohnhaus) | Beamtenwohnhaus, heute Wohnhaus sowie Reste Schachtmauer des ehemaligen Wasserhaltungsschachtes der Bockwaer Wasserhaltungsgesellenschaft; ortsgeschichtlich bedeutsame Fragmente einer Bergbauanlage in relativ gutem Originalzustand | 09231395 |
| Direkt Bild zu diesem Denkmal hochladen | Wehr | Cainsdorf (Karte)                                | um 1920 (Wehr) | Wehr | 09231804 |
| Direkt Bild zu diesem Denkmal hochladen | Wasserhochbehälter -Erdhochbehälter | Cainsdorf (Karte)                                | 1941 (Wasserversorgungsund Abwasseranlage) | Wasserhochbehälter -Erdhochbehälter | 09231814 |
|                                         | Zellstoffwerk Crossen; Papierfabrik C. F. Leonhardt Söhne                                                                                               | Crossen (Karte)                                  | um 1910 (Brunnenhaus) | Brunnenhaus der ehemaligen Papierfabrik C. F. Leonhardt Söhne; letzter Bestandteil einer ehemals ausgedehnten und für die Stadtgeschichte bedeutsamen Produktionsanlage | 09231649 |
| Weitere Bilder                          | Wilhelmschacht (Sachgesamtheit); Wilhelmschacht I | (Karte)                                          | 1857–1936 (Halde) | Sachgesamtheit Wilhelmschacht: Westliche Halde des ehemaligen Wilhelmschachtes I des Zwickau-Oberhohndorfer Steinkohlenbau-Vereins und Reste der Kohlewäsche (Anschrift: Wildenfelser Straße 65, keine Einzeldenkmale) (siehe auch Sachgesamtheitsdokument Wilhelmschacht II und Wilhelmschacht III, Reinsdorf, OT Reinsdorf, Wiesenaue bei Nr. 2 -Obj. 09238846); markante ortsbildprägende Halde, Tafelhalde: begonnen 1857, beendet 1936, Material: Waschund Grubenberge, Grundfläche: 15, 3 ha, Höhe: 45 m, Böschungswinkel: 35°, Schütttechnologie: mit Förderwagen, 5.000.000 m³ | 09247697 |
| Weitere Bilder                          | Paradiesbrücke | Gebiet Äußere Dresdner / Pöhlauer Straße (Karte) | 1899–1901 (Straßenbrücke) | Ehem. Straßenbrücke in Stahlnietkonstruktion mit den dazugehörigen Anschlussgeländern an den beiden Brückenauffahrten, heute Fußgängerbrücke; markante Eisenbrücke, einzige erhaltene Brücke dieser Art in Zwickau in anspruchsvoller Gestaltung, von technikgeschichtlicher und baugeschichtlicher Bedeutung | 09231372 |
| Direkt Bild zu diesem Denkmal hochladen | Erlenmühle (ehem.) | Gebiet Talstraße / Trillerberg (Karte)           | 1902 (Getreidemühle) | Ehemaliges Industriemühlengebäude, später Verwaltungsgebäude einer Fabrikanlage (heute nur das Verwaltungsgebäude erhalten); frühes Zeugnis der Industriegeschichte in sehr gutem Originalzustand | 09231427 |
| Weitere Bilder                          | Vereinsbrauerei Zwickau (ehem.) | Gebiet Talstraße / Trillerberg (Karte)           | 1859–1860 (Brauerei); 1859 (Brauereikeller); um 1900 (Sudhaus); 1859 (Verwaltungsgebäude) | Brauerei: Sudhaus, Verwaltungsgebäude, Brauereikeller, Sozialgebäude und Darreturm der Brauerei; ortsgeschichtlicher, städtebaulicher und baugeschichtlicher Wert | 09231597 |
| Weitere Bilder                          | Kursächsische Postmeilensäulen (Sachgesamtheit) | Innenstadt (Karte)                               | bezeichnet 1725, Kopie (Postdistanzsäule) | Postmeilensäule; Kopie einer Postdistanzsäule, verkehrsgeschichtlich von Bedeutung | 09303381 |
| Direkt Bild zu diesem Denkmal hochladen | Meitznersches Lagerhaus | Innenstadt (Karte)                               | 1912/1913 (Lagerhaus) | Lagerhaus (ehem.), heute Schule sowie Fassade eines Wirtschaftsgebäudes im Hofbereich; bemerkenswerter Putzbau in sehr gutem Originalzustand von baugeschichtlicher Bedeutung | 09230782 |
| Direkt Bild zu diesem Denkmal hochladen | Hindenburgbrücke (ehem.) | Marienthal Ost (Karte)                           | 1926–1928 (Kreuzungsbauwerk) | Eisenbahnbrücke; Überschneidungsbauwerk (Kreuzungsbauwerk) mit vier Elementen in Stahlfachwerkkonstruktion von technikgeschichtlichem Wert | 09248153 |
| Direkt Bild zu diesem Denkmal hochladen | Automobilwerk Horch (ehem.); Sachsenringwerk I (ehem.); A. Horch & Co. Motorenwerke AG                                                                  | (Karte)                                          | 1914 (Horch-Hochbau) | Fabrikgebäude (Montagehalle über mehrere Ebenen -Horchhochbau) sowie Warenauslieferungshalle (später Kulturhaus); Fabrikgebäude von großem industriegeschichtlichen, stadtgeschichtlichen und bauhistorischen Wert (ehem. Verwaltungsgebäude 1995 abgebrochen) | 09231403 |
| Direkt Bild zu diesem Denkmal hochladen | Bahnbetriebswerk Zwickau | Marienthal Ost (Karte)                           | um 1890 (Lokschuppen); um 1910 (Drehscheibe) | Zwei Ringlokschuppen, jeweils mit Drehscheibe, Strahlengleisen, Anschlussgleisen und Anschlussweichen, dabei Ringlokschuppen I mit Schornstein und Ringlokschuppen II mit Werkstattanbau, Werkstattsowie Schmiedeeinrichtung; zwei von ursprünglich drei Ringlokschuppen des ehem. Bahnbetriebswerks Zwickau, trotz teils nicht bauzeitlicher Veränderungen am Bestand überwiegend authentisch erhaltenes Ensemble zur Wartung und Reparatur von Lokomotiven, aufgrund der Vollständigkeit der erhaltenen baulichen sowie technischen Anlagen und der Ablesbarkeit der funktionalen Zusammenhänge von eisenbahngeschichtlicher und technikgeschichtlicher Bedeutung | 09248152 |
| Direkt Bild zu diesem Denkmal hochladen | Güterbahnhof Zwickau | Marienthal Ost (Karte)                           | vor 1926 (Portalkran) | Bockkran; technikgeschichtlich bedeutsames Anlagenteil | 09248165 |
|                                         | Tankstelle mit historischem Straßenpflaster | Marienthal Ost (Karte)                           | 1938–1939 (Tankstelle) | in markanter Schrägstellung zur Straße, verkehrsgeschichtlich und baugeschichtlich von Bedeutung | 09305731 |
| Weitere Bilder                          | Gasbereitungsanstalt des Aktienvereins für Gasbeleuchtung (ehem.)                                                                                       | Mitte-Nord (Karte)                               | 1874/1875 (Gasbehälter) | Gasometer, heute Kleinkunstbühne; städtebaulich dominanter Klinkerbau in gutem Originalzustand von stadtgeschichtlicher und technikgeschichtlicher Bedeutung | 09230191 |
| Direkt Bild zu diesem Denkmal hochladen | Draht- und Hanfseilfabrik C. F. Rau (ehem.) | Mitte-Nord (Karte)                               | 1882 (Wohnhaus); 1874 (Seilbahn); 1868 (Hintergebäude); 1882 (Einfriedung) | Ehemalige Seilerei mit Wohnhaus und Seilbahn (Seilereigebäude), Nebengebäude und Einfriedung; relativ geschlossen erhaltenes Bauensemble, aus der 2. Hälfte des 19. Jahrhunderts, von regionalhistorischer Bedeutung | 09230681 |
| Direkt Bild zu diesem Denkmal hochladen | Ehemaliges Umspannwerk, Haupttransformatorenstation, heute Gewerbeobjekt                                                                                | Mitte-Süd (Karte)                                | | schlichter Industriebau von bauhistorischer und technikgeschichtlicher Bedeutung | 09231083 |
| Direkt Bild zu diesem Denkmal hochladen | Duroplastfertigungsstrecke des Sachsenring-Werkes sowie zwei Automobile: Buggy-Trabant 601 und Trabant 500 Universal                                    | Mitte-Süd (Karte)                                | nach 1960 (Duroplast-Fertigungsstrecke); nach 1955 (Trabant 500 Universal und Buggy-Trabant) | die Duroplast-Maschine ist die letzte noch erhaltene Fertigungsmaschine dieser Art, vom Trabant 500 Universal existieren noch 3 Exemplare, damit kommt der Maschine und den Fahrzeugen eine große technikgeschichtliche Bedeutung zu | 09301979 |
|                                         | Sachgesamtheit Friedrich-Nickolay-Schacht (ehem. Tiefbauschacht I und II)                                                                               | Mitte-Süd (Karte)                                | 1885 (Mauer) | Sachgesamtheit ehemaliges Schachtgelände mit Stützmauer (Schachtaufsattelung) des Tiefbauschachtes des Erzgebirgischen Steinkohlen-Aktienvereins (Sachgesamtheit ohne Einzeldenkmale); als letzter verwahrter Schacht des Zwickauer Reviers von ortsgeschichtlichem Wert | 09247696 |
| Weitere Bilder                          | Hauptbahnhof Zwickau | Mitte-West (Karte)                               | 1932 (Bahnsteige); 1933–1936 (Empfangsgebäude); 1932 (Unterführung) | Empfangsgebäude mit Ausstattung: Bleiglasfenster, Plastiken und Wandbild sowie Aufenthaltsgebäude, Unterführungen, Bahnsteige mit Überdachungen und Einfriedung entlang der Bahnhofstraße, Wärmeverteilerstation (Pumpenkeller), Aufzugsanlage mit Antriebseinrichtung sowie Bahnhofsvorplatz mit kleiner Grünanlage gegenüber dem Bahnhof; bemerkenswertes Ensemble, stilistisch von Architektur des Dritten Reiches geprägt, in singulärer Gestaltung von eisenbahngeschichtlicher, städtebaulicher, baugeschichtlicher und baukünstlerischer Bedeutung | 09231235 |
| Direkt Bild zu diesem Denkmal hochladen | Ehem. Lagerhaus | Mitte-West (Karte)                               | 1890 (Lagerhaus) | breit gelagerter Klinkerbau, typische Industriearchitektur der Jahrhundertwende in sehr gutem Originalzustand von bau- und industriegeschichtlicher Bedeutung | 09231237 |
| Direkt Bild zu diesem Denkmal hochladen | Grubenlampen- und Maschinenfabrik Friemann u. Wolf (ehem.); Grubenlampe                                                                                 | Mitte-West (Karte)                               | 2. H. 19. Jahrhundert (Verwaltungsgebäude); 2. H. 19. Jahrhundert (Kesselund Maschinenhaus) | Verwaltungsgebäude und Maschinenhaus der ehemaligen Grubenlampen- und Maschinenfabrik Friemann u. Wolf, Produzent von Grubenlampen; Baukomplex von großem stadtgeschichtlichem und industriegeschichtlichem Wert | 09231571 |
| Direkt Bild zu diesem Denkmal hochladen | Tüllgardinenfabrik Landmann & Hellwig (ehem.); später Plauener Gardine                                                                                  | Mitte-West (Karte)                               | 1898 (Fabrikgebäude) | Gardinenfabrik; typische Industrieanlage eines besonders im Vogtland weit verbreiteten Industriezweiges von regionalgeschichtlicher Bedeutung | 09231152 |
| Direkt Bild zu diesem Denkmal hochladen | Energie- und Verkehrsaktiengesellschaft Westsachsen | Mitte-West (Karte)                               | 1893–1894 (Fabrikhalle) | Ehemalige Maschinenhalle der Energie- und Verkehrsaktiengesellschaft Westsachsen mit erhaltenem Brückenkran; industriehistorisch bemerkenswertes Gebäude von baugeschichtlichem, stadtgeschichtlichem und technikgeschichtlichem Wert (Verwaltungsgebäude abgebrochen) | 09230954 |
| Direkt Bild zu diesem Denkmal hochladen | Viadukt Marienthal | Mitte-West (Karte)                               | 1869 (Viadukt) | Eisenbahnviadukt der Strecke Chemnitz-Zwickau; zeittypische markante achtjochige Eisenbahnbrücke, wichtiges Dokument der Verkehrsgeschichte | 09231615 |
| Direkt Bild zu diesem Denkmal hochladen | Draht- und Hanfseilfabrik F. u. A. Falck (ehem.) | Mitte-West (Karte)                               | 1894 (Seilerei) | Fabrikgebäude mit angebautem Flügel sowie hoher Heiste mit Einfriedung; zeittypischer Fabrikkomplex von großer baugeschichtlicher Bedeutung | 09231017 |
| Weitere Bilder                          | Neuer Alexanderschacht | Niederplanitz (Karte)                            | 1895 (Kessel- und Maschinenhaus) | Maschinenhäuser I, II und III des neuen Alexanderschachtes, heute Turnhalle und Verwaltungsgebäude; als Reste einer Bergbauanlage von großer stadtgeschichtlicher sowie technikgeschichtlicher Bedeutung. (Abgerissen) | 09247695 |
| Direkt Bild zu diesem Denkmal hochladen | Huthaus des Heinrichschachtes (ehem.) | Niederplanitz (Karte)                            | um 1860 (Huthaus) | Ehemaliges Huthaus des Heinrichschachtes, heute Wohnhaus mit Büroanbau; einfacher Putzbau von stadtgeschichtlicher Bedeutung | 09231153 |
| Weitere Bilder                          | Himmelfürstschacht | Niederplanitz (Karte)                            | | Halde des Himmelfürstschachtes des Vorderneudörfel -Niederplanitzer Steinkohlenbergbauvereins; Teil eines gut erhaltenen Bergbauensembles (s. auch Himmelfürststr. 4) von regionalgeschichtlicher und technikgeschichtlicher Bedeutung | 09247691 |
|                                         | Elektrizitätswerk Niederplanitz (ehem.) | Niederplanitz (Karte)                            | 1898 (Elektrizitätswerk) | Ehemaliges Elektrizitätswerk, heute Feuerwehrdepot; schlichter zeittypischer Klinkerbau von stadtgeschichtlicher und baugeschichtlicher Bedeutung | 09231137 |
|                                         | Wegesäule | Oberhohndorf (Karte)                             | um 1910 (Wegestein) | Granitobelisk mit Inschrift von stadtgeschichtlichem und verkehrsgeschichtlichem Wert | 09301977 |
| Weitere Bilder                          | Wasserturm | Oberhohndorf (Karte)                             | 1924 (Wasserturm) | Wasserturm; zeittypischer Wasserturm in schlichter Gestaltung von technikgeschichtlicher Bedeutung | 09231203 |
| Weitere Bilder                          | Wasserturm | Oberplanitz (Karte)                              | 1913 (Wasserturm) | Wasserturm, zugleich auch Aussichtsturm; markantester Wasserturm der Stadt Zwickau, Zeugnis der Wasserversorgung der Gemeinde Oberplanitz, von technikgeschichtlicher und stadtgeschichtlicher Bedeutung | 09231393 |
| Direkt Bild zu diesem Denkmal hochladen | Steinbogenbrücke über den Erlichtbach | Oberplanitz (Karte)                              | | dem Eisenerztransport von Stenn nach Cainsdorf zur Königin-Marien-Hütte dienende Brücke von regionalgeschichtlicher und industriegeschichtlicher Bedeutung | 09231482 |
| Direkt Bild zu diesem Denkmal hochladen | Transformatorenstation | Oberrothenbach (Karte)                           | 1913 (Transformatorenstation) | technikgeschichtlich von Bedeutung | 09231796 |
| Weitere Bilder                          | Sachgesamtheit Brückenbergschachtbahn Zwickau (Pöhlauer Kohlenbahn)                                                                                     | Pöhlau (Karte)                                   | 1872/1873 (Inbetriebnahme der Kohlebahn); zwischen 1947 und 1948 (Güterbahnhof); 1966 (Neubau der Brücken, teilweise Einbeziehung)                                                                                  | Sachgesamtheit Kohlenbahn des „Zwickauer Brückenberg-Steinkohlenbauvereins“ mit Eisenbahndamm ab Stellwerk 4 (Abzweig Schwarzenberger Strecke) bis Martin-Hoop-Schacht IV (ohne Schienen u. Signaltechnik) sowie Brücken und Bereich des Pöhlauer Güterbahnhofs Gleisanlagen, Signaltechnik und Bahnsteigbeleuchtung (Eisenbahnüberführung an der Pöhlauer Straße, nahe Nr. 44 zugleich Einzeldenkmal. Siehe auch Einzeldenkmalliste Pöhlauer Straße obj 09301966); ortsgeschichtlich von Bedeutung | 09247693 |
| Weitere Bilder                          | Morgensternschacht III (=Martin-Hoop-Schacht III; Elektromotorenwerke EL-MO Thurm (ehem.))                                                              | Pöhlau (Karte)                                   | bezeichnet 1908 (Verwaltungsgebäude) | Verwaltungsgebäude des ehemaligen Morgensternschachtes, später auch Verwaltungsgebäude der Nachfolgebetriebe; eines der wenigen noch original erhaltenen Gebäude des alten Morgensternschachtes von stadtgeschichtlicher und industriegeschichtlicher Bedeutung | 09231373 |
| Weitere Bilder                          | Martin-Hoop-Schacht IV (Sachgesamtheit); Morgensternschacht IV                                                                                          | Pöhlau (Karte)                                   | nach 1950 (Betriebsleitungsgebäude); nach 1950 (Betriebsambulatorium); 1947 (Fördermaschinenhaus); 1949 (Transformatorenstation)                                                                                    | Sachgesamtheit Bergbauanlage des Martin-Hoop-Schachtes IV (ehemals Morgensternschacht IV), mit den Einzeldenkmalen: Förderturm mit Wagenumlauf, Waschkaue mit Mannschaftsbad, Grubenverwaltungsgebäude, Steigerstube und Steigerbad, Speisehaus und Küchengebäude sowie den Sachgesamtheitsteilen: Transformatorenstation, Fördermaschinenhaus, Werkstattgebäude, Betriebsleitungsgebäude, Betriebsambulatorium sowie einem Teil der „IVer Schacht-Halde“ (Einzeldenkmale siehe Einzeldenkmalliste gleiche Anschrift -Obj. 09301967, Sachgesamtheitsteil Werkstattgebäude siehe unter Mülsen St. Jacob, Vettermannstraße, Flurstück 719/11 -Obj. 09302711); letzte geschlossen erhaltene Bergbauanlage des Zwickauer Reviers von außerordentlich hoher stadtgeschichtlicher und technikgeschichtlicher Bedeutung | 09247690 |
| Weitere Bilder                          | Martin-Hoop-Schacht IV (Sachgesamtheit); Morgensternschacht IV                                                                                          | Pöhlau (Karte)                                   | 1951 (Küchengebäude Erdgeschoss); 1952 (Speisehaus); 1948 (Förderturm mit Wagenumlauf); 1953, Grubenverwaltungsgebäude (Verwaltungsgebäude); 2007 (Pförtnerhaus)                                                    | Einzeldenkmale innerhalb der Sachgesamtheit Bergbauanlage Martin-Hoop-Schacht IV (ehemals Morgensternschacht IV): Grubenverwaltungsgebäude, Pförtnerhaus mit Fahrmarkenstube, Speisehaus mit Küchengebäude, Steigerstube und Steigerbad, Förderturm mit Wagenumlauf sowie Waschkaue mit Ausstattung; in gutem Originalzustand überlieferte Anlagenteile der letzten geschlossen erhaltenen Bergbauanlage des Zwickauer Reviers von außerordentlich hoher stadtgeschichtlicher und technikgeschichtlicher Bedeutung (siehe auch Sachgesamtheitsliste gleiche Anschrift obj 09247690) | 09301967 |
|                                         | Sachgesamtheit Brückenbergschachtbahn Zwickau (Pöhlauer Kohlenbahn); Pöhlauer Talbrücke                                                                 | Pöhlau (Karte)                                   | 1907–1908 (Eisenbahnbrücke) | Einzeldenkmal innerhalb der Sachgesamtheit Brückenbergschachtbahn (Kohlenbahn des Zwickauer Brückenberg-Steinkohlenbauvereins): Eisenbahnüberführung über die Pöhlauer Straße (nahe Pöhlauer Straße 44); einzige vor 1945 erbaute Eisenbahnbrücke der Kohlebahn von technikgeschichtlicher Bedeutung (siehe auch Sachgesamtheitsdokument Pöhlauer Straße obj 09247693) | 09301966 |
| Direkt Bild zu diesem Denkmal hochladen | Zellstoffbrücke; Zellstofffabrik C. F. Leonhardt; Eisenbahnstrecke Zwickau – Crossen–Mosel                                                              | Pölbitz (Karte)                                  | 1925 (Eisenbahnbrücke) | Eisenbahnbrücke über die Zwickauer Mulde; urspr. zum Anschlussgleis des Zellstoffwerkes Crossen gehörig, konstruktiv bemerkenswerte und seltene Kombination einer Stahlfachwerk- und Betonträgerbrücke von baugeschichtlicher, verkehrsgeschichtlicher und stadtgeschichtlicher Bedeutung | 09302597 |
| Direkt Bild zu diesem Denkmal hochladen | Sammlung des Automobilmuseums August Horch Zwickau | Pölbitz                                          | 1911–1991 (Sammlung) | Fahrzeuge und Motoren aus der Sammlung des Automobilmuseums; überregional bedeutsame Sammlung von technikgeschichtlicher und ortsgeschichtlicher Bedeutung | 09231686 |
| Direkt Bild zu diesem Denkmal hochladen | Audi-Automobilwerke; VEB Sachsenring Werk II; Automobilmuseum August Horch                                                                              | Pölbitz (Karte)                                  | 1912–1913 (drei Fabrikhallen); 1923–1924 (Audi-Werksneubau); 1935–1937 (DKW-Band); 1938–1939 (Montagehalle); 1898 (Kontorhaus)                                                                                      | Kontorgebäude, Werkstattgebäude, zweiter Maschinensaal/Produktionshalle, Pförtnergebäude, Firmenvilla und Einfriedung (Audistraße 7), Montagehalle (sog. Siemenshalle) (Audistraße 9), Produktionshallen (drei Hallen), Verwaltungsgebäude (Auditum/Verwaltungsturm), DKW-Band, Audiwerksneubau und Brückenbauwerk (Horchstraße 2); geschlossen erhaltenes und einzigartiges Ensemble der Audi Automobil-Werke m.b.H., ab 1915 Audi Werke AG Zwickau danach Auto Union AG Werk Audi, später VEB Sachsenring Werk II, heute August Horch Museum Zwickau, von baugeschichtlicher, ortsgeschichtlicher, technikgeschichtlicher und personengeschichtlicher Bedeutung | 09231611 |
| Direkt Bild zu diesem Denkmal hochladen | Zwickauer Spitzenweberei R. Kant KG (ehem.) | Pölbitz (Karte)                                  | 1909 (Weberei); 1886 (Maschine) | Ehemalige Bobinetweberei (roter Klinkerbau) mit funktionstüchtiger Maschinenausstattung: 7 Bobinet-Webstühle (Fa. W. Hooton-Maker, Nottingham), 3 Bobinetwebstühle (Typ Jardine), 10 Jaquardvorsätze, 3 Spulmaschinen, 3 Wickelmaschinen und 2 Trockenöfen sowie Produktionsgebäude der ehemaligen Spitzenweberei „R. Kant KG“ und Schornstein (35 m hoch); Anlage von technikgeschichtlicher Bedeutung | 09231612 |
| Direkt Bild zu diesem Denkmal hochladen | Zwickauer Gasanstalt (ehem.) | Pölbitz (Karte)                                  | um 1890 (Verwaltungsgebäude) | Verwaltungsgebäude mit Direktorenwohnung der ehemaligen Zwickauer Gasanstalt, heute Erdgas Südsachsen; von technikgeschichtlicher und ortsgeschichtlicher Bedeutung (siehe auch Audistraße 20 und 22) | 09248123 |
| Direkt Bild zu diesem Denkmal hochladen | Umspannwerk Nord (ehem.) | Pölbitz (Karte)                                  | um 1930 (Umspannwerk) | Umspannwerk; Industriebau mit markanten Klinkerdekorationen von baugeschichtlichem, stadt- und industriegeschichtlichem Wert | 09231252 |
|                                         | Städtischer Vieh- und Schlachthof (Sachgesamtheit) | Pölbitz (Karte)                                  | 1891–1894 (Schlachthof) | Sachgesamtheit Städtischer Vieh- und Schlachthof mit den Einzeldenkmalen: Ehemaliger Rinderstall und Ausstechgebäude (Pölbitzer Straße 6, obj 09248106), ehem. Rindermarkthalle (Pölbitzer Straße 8, obj 09248105), ehem. Sanitätsgebäude, Pferdeschlächterei und ehem. Notschlachtung (Pölbitzer Straße 12, 12a obj 09248107), Verwaltungsgebäude und Kopfbau der ehem. Kleinviehmarkthalle (Schlachthofstraße 3, obj 09230918) und ehem. Gasthofsgebäude (Trabantstraße 7, obj 09230362), Pölbitzer Straße 10 ist Sachgesamtheitsteil; von stadt- und baugeschichtlichem Wert | 09300937 |
| Direkt Bild zu diesem Denkmal hochladen | Baumwollspinnerei Alfred Schön (ehem.) | Pölbitz (Karte)                                  | 1896 (Textilindustrie) | Ehemalige Baumwollspinnerei mit angebautem Kontorgebäude; breit gelagerter, traditioneller Fabrikkomplex in Klinkerbauweise von baugeschichtlicher und ortsgeschichtlicher Bedeutung | 09230826 |
| Direkt Bild zu diesem Denkmal hochladen | Städtischer Vieh- und Schlachthof (Sachgesamtheit) | Pölbitz (Karte)                                  | 1891–1894 (Verwaltung); 1891–1894 (Kopfbau Kleinviehmarkthalle) | Einzeldenkmale in o. g. Sachgesamtheit: Verwaltungsgebäude mit Einfriedung sowie Kopfbau der ehemaligen Kleinviehmarkthalle; als wichtige Bestandteile des ehemaligen Schlachthofes von stadtgeschichtlicher sowie baugeschichtlicher Bedeutung (siehe auch Sachgesamtheitsdokument obj 09300937) | 09230918 |
| Direkt Bild zu diesem Denkmal hochladen | Straßenbahndepot mit Fahrzeughalle und Verwaltungsgebäude sowie Gothaer Straßenbahnzug (komplett erhalten) und historischer Straßenbahntriebwagen Nr. 7 | Pölbitz (Karte)                                  | 1925 (Fahrzeughalle); 1912 (histor. Triebwagen); 1960 (Gothaer Straßenbahnzug); 1927/1928 (Verwaltungsgebäude); 1927–1928 (Werkstatt)                                                                               | verkehrshistorisch bedeutsame Anlage | 09230363 |
| Direkt Bild zu diesem Denkmal hochladen | Städtischer Vieh- und Schlachthof (Sachgesamtheit) | Pölbitz (Karte)                                  | | Einzeldenkmal in o. g. Sachgesamtheit: Ehemaliges Gasthofsgebäude mit Einfriedung; als Teil des ehemaligen Schlachthofes von stadtgeschichtlicher sowie baugeschichtlicher Bedeutung (siehe auch Sachgesamtheitsdokument obj 09300937) | 09230362 |
| Weitere Bilder                          | Arnim'sche Kohlebahn | Schedewitz/Geinitzsiedlung (Karte)               | 1884 (Eisenbahndamm) | Bruchsteinbrücke der Arnim’schen Kohlebahn sowie Bahndamm auf dem Abschnitt zwischen „Am Fuchsgraben“ und dem Verbindungsweg zwischen Geinitzstraße und Himmelfürststraße; letzte Sachzeugnisse dieser Bergbauanlage in Zwickau, von ortsgeschichtlicher Bedeutung | 09231674 |
| Direkt Bild zu diesem Denkmal hochladen | Dampfziegelwerk Hermann Günther (ehem.) | Schedewitz / Geinitzsiedlung (Karte)             | Ende 19. Jahrhundert (Ziegelbrennofen) | Gestreckter Ringofen und achteckiger Schornstein, Bestandteile einer ehemaligen Ziegelei; technikgeschichtliche Bedeutung | 09231672 |
| Direkt Bild zu diesem Denkmal hochladen | Devrientsche Chemische Fabrik | Schedewitz / Geinitzsiedlung (Karte)             | 1810 (Chemisch-Pharmazeutische Industrie) | Ehemalige Chemische Fabrik, heute Stahlhandel; ursprüngliche Vierflügelanlage mit einem Innenhof, heute den neuen Produktionsbedingungen angepasst, von regionalhistorischer Bedeutung | 09230094 |
| Weitere Bilder                          | Röhrensteg | Schedewitz / Geinitzsiedlung (Karte)             | 1790 (Fußgängerbrücke) | Überdachte Holzbrücke mit Holzröhren für die Trinkwasserzuleitung; stadtgeschichtliche Bedeutung | 09231603 |
| Direkt Bild zu diesem Denkmal hochladen | Dampfwaschanstalt AG (ehem.) | Schedewitz / Geinitzsiedlung (Karte)             | 1899 (Fabrikgebäude) | Fabrikgebäude der ehemaligen Dampfwaschanstalt; traditioneller Klinkerbau von baugeschichtlichem Wert | 09230970 |
|                                         | Klatschmühle | Schlunzig (Karte)                                | um 1600 (altes Mühlenwohnhaus, Dachstuhl); frühes 17. Jahrhundert (ehem. Sägemühle); 17. Jahrhundert (Mahlmühle -Teil des Wohnhauses); 19. Jahrhundert (Ölmühle); 17. Jahrhundert (vermutliche Bauzeit – Dachstuhl) | Mühle, bestehend aus dem Mahlmühlengebäude, verbunden mit dem Wohnhaus und der ehemaligen Ölmühle, der Scheune, zwei Seitengebäuden (das eine heute Wohnhaus, das andere Gebäude heute Lager und Verkaufsraum) sowie der ehemaligen Schneidemühle, heute Schuppen; gut erhaltener Mühlenkomplex von großer ortsgeschichtlicher und baugeschichtlicher sowie landschaftsprägender Bedeutung | 09242407 |